# Russische Popmusik

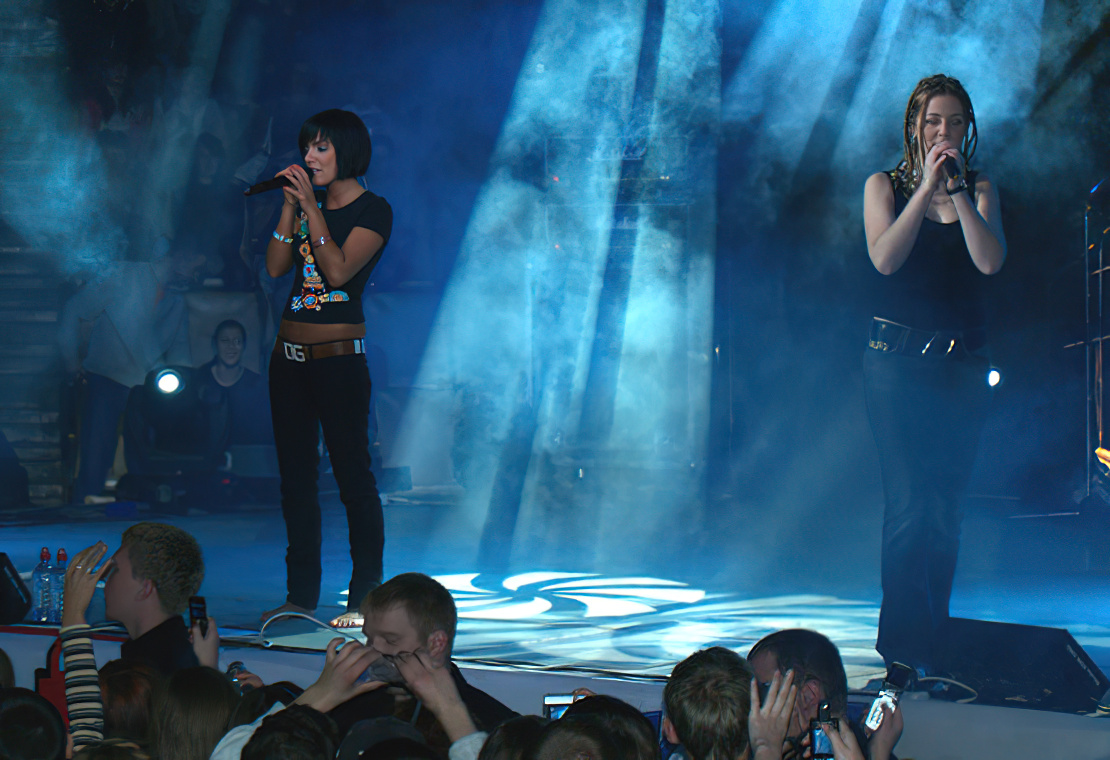
t.A.T.u. in Kirow (2006)

Russische Popmusik bzw. Popmusik aus Russland sind übergreifende Bezeichnungen für die populärmusikalischen Musikrichtungen, die in Russland beziehungsweise dem russischen Sprachraum gehört werden. Im Großen und Ganzen unterscheiden sich die Mechanismen der russischen Popmusik nur wenig von denjenigen anderer Industrieländer. Neben angelsächsisch dominierten, internationalen Popmusik-Produktionen, die auch im neuen Russland präsent sind, kommen spezielle landesspezifische Traditionen zum Tragen – etwa die landeseigene Folklore, die durch die Sowjet-Ära geprägte Unterhaltungsmusik (Estrada), das russische Chanson sowie eine eigene Form landesorientierter Popmusik, die Popsa.

## Begriff
Sprachliche und geografische Uneindeutigkeiten erschweren eine genaue Umgrenzung des Begriffs. Dies beginnt bei der Sprache. Einerseits wird in russischer Sprache gesungene Popmusik in ganz Russland gehört. Daneben existieren jedoch auch Popmärkte ethnischer Minderheiten – zum einen in Russland selbst (zum Beispiel in Sibirien oder den Grenzgegenden zu den ehemaligen Sowjetrepubliken in Zentralasien), zum anderen in den ehemals sowjetischen Ländern wie zum Beispiel Belarus und der Ukraine. Über diese geografische Ausdifferenzierung hinaus ist russische Popmusik auch weltweit ein Faktor. Ein wesentlicher Verbreitungsfaktor hier sind die unterschiedlichen russischen Exilgemeinden – etwa in Westeuropa, den USA oder Kanada.

Verbreitung der russischen Sprache (dunkelblau = Amtssprache, türkis = weit verbreitet)

Als weiterer Faktor kommt hinzu, dass internationale Popproduktionen auch in Russland mittlerweile stark gehört werden. Während die ältere Generation nach wie vor den klassischen Estrada-Stil präferiert, sind bei der jüngeren internationale Popstars wie Madonna, Lady Gaga und andere sehr populär. Auch Techno-Musik ist in Russland stark präsent – wobei sich für diese Form der Disko-Tanzmusik der Begriff Popsa etabliert hat. Mit dem Fall des Eisernen Vorhangs haben sich auch westliche Nischen- und Undergroundstile ausgebreitet. Zu finden sind sie vorwiegend in einem urbanen Umfeld – entsprechend spezialisierten Clubs in St. Petersburg, Moskau oder Kiew. Eine eigene Entwicklung durchgemacht hat schließlich die russische Rockmusik. Während sie in der Sowjetunion noch als maßgeblicher Katalysator für systemkritische Opposition fungierte, geriet sie in den 1990er- und 2000er-Jahren zunehmend in die Krise – zum einen inhaltlich, zum anderen aufgrund der Dynamik des nun den Marktgesetzen unterworfenen Kultursektors.
Ähnlich wie in anderen großen Ländern ist auch die russische populäre Musik ein Konglomerat aus unterschiedlichen Einzelstilen. Die wichtigsten Richtungen sind:

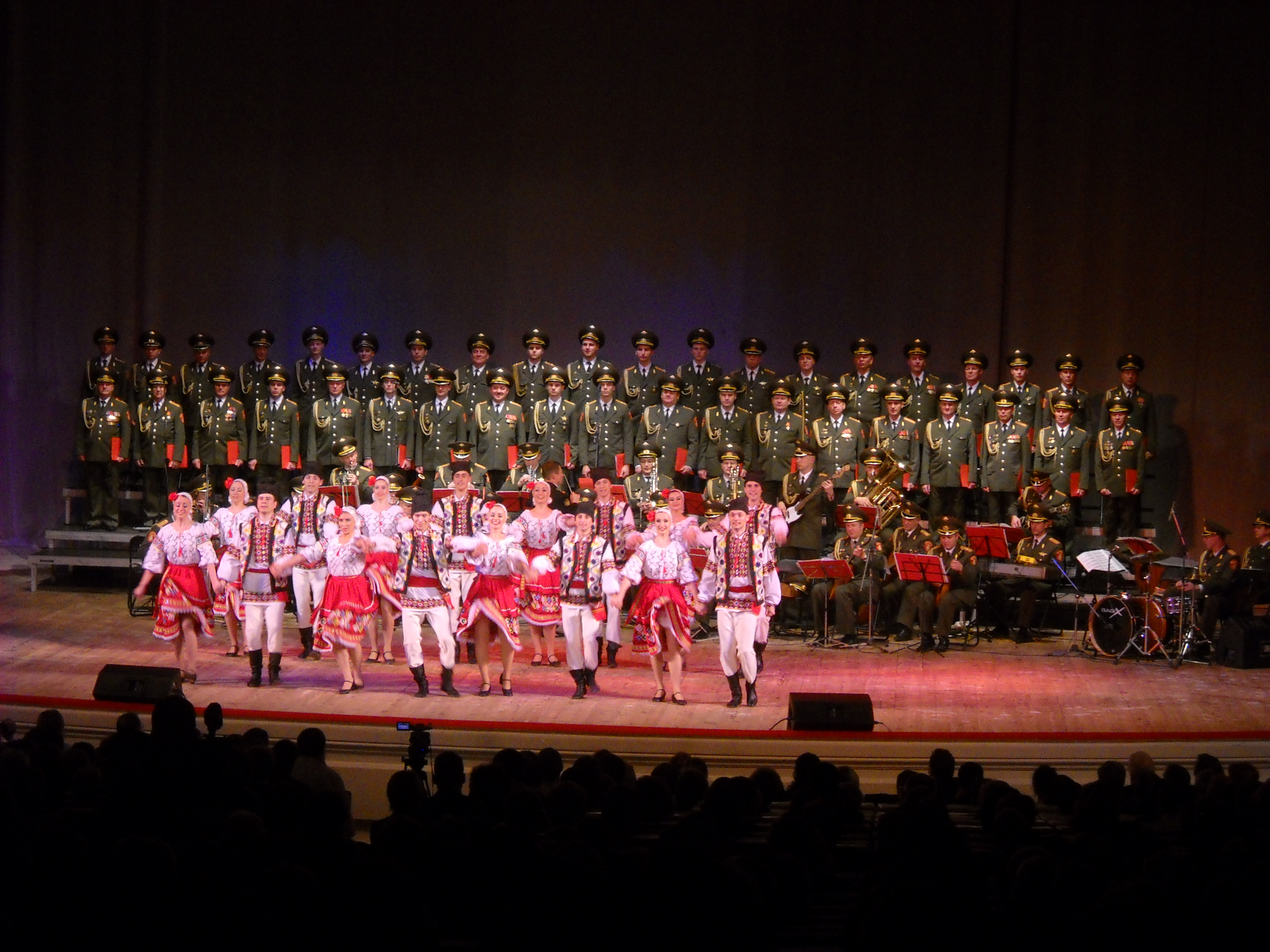
Chor der Roten Armee in Warschau (2009)

- Estrada. Die klassische russische Unterhaltungsmusik, wie sie zu Zeiten der Sowjetunion bekannt war. International einer der bekanntesten Exponenten ist der Chor der Roten Armee; auch einige bekannte Schlager wie zum Beispiel Moscow Nights (russischer Originaltitel: Podmoskownyje Wetschera) sind typische Estrada-Produktionen. Stark forciert wurde diese Richtung, die man grob als russische Variante des Easy Listenings bezeichnen kann, durch die staatseigene Musik- und Schallplatten-Produktionsfirma Melodija.[1]

- Volkstümliche russische Musik, Folklore. Die Folkloreszene differenziert sich nach regional unterschiedlichen Schwerpunkten aus. Zum Teil dient sie nach wie vor der Brauchtumspflege. Darüber hinaus gibt es mehr oder weniger stark kommerzialisierte Produktionen, welche den Markt der volkstümlichen Musik dominieren. Eine dritte Richtung ist die Adaption seitens avancierter Musikprojekte, welche Folklore-Tradition aufgreifen, weiterpflegen und weiterentwickeln.

- Popsa. Russischer Disko-Techno, sprich: elektronische Tanzmusik, ist unter jüngeren Leuten stark verbreitet. Einerseits ist Popsa ein Abgrenzungsfaktor, etwa gegenüber kritischen, bestimmten Subkulturen angehörenden Jugendlichen. Andererseits ist Disko-Tanzmusik „made in Russia“ ein bestimmender Marktfaktor und wird – Beispiel: das Duo t.A.T.u. – auch im Ausland wahrgenommen.[1]

- Chanson, Bard und Lied. Die russische Variante der angelsächsischen Singer-Songwriter-Kultur basiert auf mehreren Traditionslinien. Neben dem gehobenen, anspruchsvollen Schlager (Beispiel: der Sänger Michail Schufutinski) sind dies vor allem das Bard-Lied (die sowjetische Form des Folk- und Protestsongs der 1960er) und die sogenannten blatnye pesni – die Kriminellen-, Kleine-Leute- und Lagerlieder, deren Tradition bis zum Anfang des 20. Jahrhunderts zurückreicht.[2]

- Jazz. Die russische Variante der Jazzmusik blickt auf eine wechselhafte Geschichte zurück. In den 1920er- und 1930er-Jahren bildete sich eine eigene sowjetische Jazzszene heraus. Ende der 1930er-Jahre zunehmend ins Abseits gedrängt, hatte sie lediglich in der ersten Hälfte der 1940er-Jahre – während des Großen Vaterländischen Krieges – ein kurzes Revival. Schon aufgrund der Musik als solcher ist die aktuelle russische Jazzszene stark international ausgerichtet. Ebenso wie in anderen Ländern zählt Jazz auch in Russland eher zu den Nischen- als zu den Mainstream-Musikstilen.

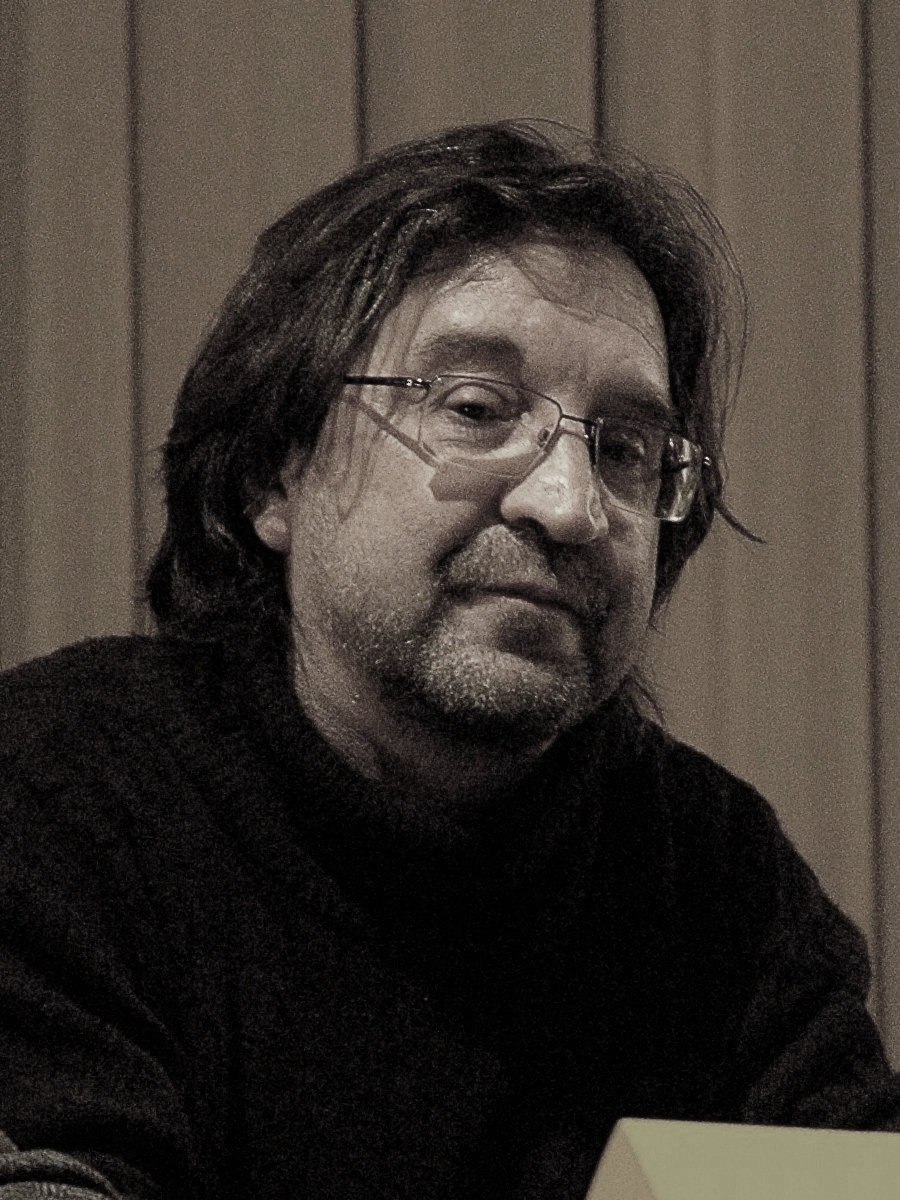
Juri Schewtschuk von der Rock-Band DDT (2008)

- Rock. Ihre große Zeit hatte die russische Rockmusik in der Perestroika- und Glasnost-Periode Ende der 1980er. Nach der Öffnung des Eisernen Vorhangs und mit der Liberalisierung der Märkte geriet auch die Rockmusik der Perestroika-Ära in die Krise. Mittlerweile hat in der Szene eine allgemeine Umorientierung eingesetzt, einhergehend mit einer stilistischen Ausdifferenzierung. Nach wie vor jedoch ist Rock mit russischen Texten ein Faktor. Bekannte Bands: Aquarium, Kino und DDT.[1]

- Underground. In stark urbanisierten Zentren sind seit den 1990er-Jahren Underground-Nischenkulturen entstanden, vergleichbar denen in anderen Industrieländern. Zentren dieser Musikszenen sind kleine Clubs, vorwiegend in St. Petersburg und Moskau. Gemeinsames Merkmal: die Abgrenzung vom vorherrschenden Musik-Mainstream. Stilistisch ist der Underground sehr heterogen. Neben starken musikalischen Vorlieben für Ska, Klezmer, das Blat-Chanson, Gypsy-Musik sowie osteuropäische Folklore gibt es auch eine Szene, die ambitionierte elektronische Musik macht. In Deutschland wurde diese Form russischer Clubmusik vor allem durch die Russendisko-Veranstaltungen und Kompilationen des in Berlin lebenden Autors und DJs Wladimir Kaminer bekannt.

Neben der russischen Sprache finden verstärkt auch andere internationale Verkehrssprachen Einzug in das musikalische Repertoire. Um auf dem internationalen Popmarkt zu bestehen, veröffentlichen Gruppen und Interpreten wie zum Beispiel t.A.T.u. oder die Sängerin Walerija englischsprachige Varianten ihrer Produktionen. Umgekehrt gibt es sowohl in Russland als auch international x-hunderte von Cover-Einspielungen bekannter russischer Stücke – insbesondere von Klassikern wie Katjuscha oder Dorogoi dlinnoju, deren Melodien (zum Teil mit anderen Titeln wie zum Beispiel Those Were the Days) über den gesamten Globus verbreitet sind. Eine besondere Eigenheit neben der Sprache ist die damit einhergehende kyrillische Schrift – ein Faktor, der die Verbreitung über diesen Schriftraum hinaus deutlich hemmt. Mit weit über hundert Millionen Menschen im Verbreitungsgebiet ist der Markt für russische Popmusik trotzdem groß. Im Zuge des stetig anhaltenden und weiter wachsenden Interesses an lokalen Popkulturen (Stichwort: Ethno-Pop) ist seit Beginn des 21. Jahrhunderts auch in Westeuropa, den USA und anderen Regionen der nördlichen Hemisphäre ein verstärktes Interesse an Popmusik aus Russland zu verzeichnen.

## Geschichte

### Vorläufer im 19. Jahrhundert
Die russische Populärmusik wurde stark von der russischen Folklore geprägt. Zur Zeit des Zarenreichs umfasste diese nicht nur die russische Volksmusik im engeren Sinn, sondern auch die ukrainische, west- bzw. belarussische sowie die Musiktraditionen jüdischer Minderheiten, von Sinti und Roma sowie benachbarter mittel-, ost- und südosteuropäischer Länder. Exotismus, Orientsehnsucht sowie Vorliebe für Zigeunermusik lagen sowohl in der U- als auch der E-Musik des 19. Jahrhunderts stark im Trend. Als herausragende Beispiele gelten die Opern Carmen und Aida von Georges Bizet und Giuseppe Verdi sowie einige Werke des Komponisten Claude Debussy. Das Interesse an Volksmusik erfasste auch russische Komponisten. Ein Mittel, diese Musik in Szene zu setzen waren professionelle Chöre und Musikorchester. Der erste bekannte Folklorechor war bereits zu Beginn des 19. Jahrhunderts entstanden: der von Mitrofan Pjatnizki begründete Pjatnizki-Chor. Ein weiteres bekanntes Ensemble war das Ende des 19. Jahrhunderts gegründete Folklore-Berufsorchester von Wassili Andrejew. Charakteristisch für dieses Orchester war die Tatsache, dass professionelle Musiker das Folklorematerial arrangierten und so in eine neue Form brachten. Eine herausragende Gelegenheit, diese Form des Exotismus einem breiten Publikum vorzuführen, bot die Pariser Weltausstellung im Jahr 1889.

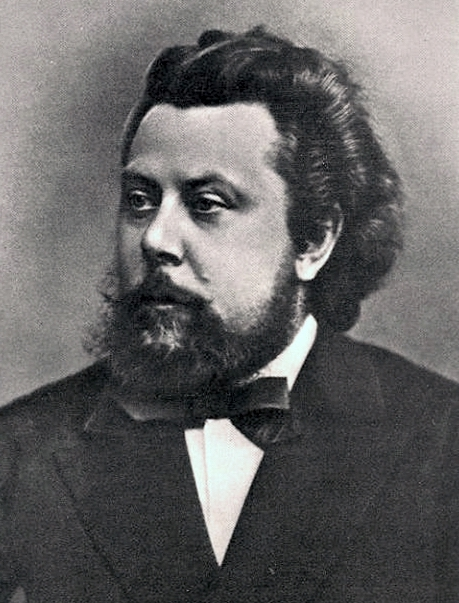
Modest Mussorgski (1870)

Auch klassische Musiker begeisterten sich mehr und mehr für die Musik aus dem einfachen Volk. Modest Mussorgski, César Cui, Georgi Rimski-Korsakow, Alexander Borodin und Mili Balakirew gründeten die Gruppe der Fünf. Ihr Ziel war, die russische Kunstmusik durch die Einbeziehung folkloristischer Elemente zu erneuern. Dies bezog auch Feldstudien mit ein. Mili Balakirew reiste 1860 die Wolga entlang und sammelte zahlreiche Volkslieder. Zeitlich fiel dieses Interesse zum einen mit der Aufhebung der Leibeigenschaft zusammen, zum anderen mit dem Erstarken der kritischen Intelligenz – speziell der politisch links orientierten Narodniki, aus deren Umfeld sich später die während der Oktoberrevolution recht bedeutsame Sozialrevolutionäre Partei entwickelte. Michail Glinka, Vater der russischen Kunstmusik, formulierte die Vorliebe für volkstümliche Musik mit den Worten: „Die Musik entsteht im Volk. Wir Komponisten bringen sie nur in eine Form.“ Der Sänger und Musiker Sergei Starostin charakterisierte die Bedeutung der folkloristischen Tradition rückblickend ebenfalls als immens: „Das Dorf war die Seele Russlands. Das Land hat uns auch geistig ernährt. Dort sind die verschiedenen russischen Musikstile entstanden.“
Mehr und mehr wurde die Volksmusik-Tradition in den Dienst des Staates gestellt; Ziel war es, eine „nationale Musikkultur“ zu schaffen. Bedingt durch technische Erfindungen wie den Phonographen, konnte das Interesse an ländlicher Folklore weiter systematisiert werden; Anfang des 20. Jahrhunderts entstanden so die ersten Feldaufnahmen. Parallel hatte sich auch die herkömmliche Unterhaltungsklassik weiterentwickelt. St. Petersburg, zu jener Zeit die Hauptstadt des Zarenreiches, zog im 19. Jahrhundert zahlreiche bekannte Sänger und Sängerinnen an. Ein bekannter Auftrittsort war das St. Petersburger Mariinski-Theater, in dem 1862 die Uraufführung der Verdi-Oper Macht des Schicksals stattfand. Den heute ebenfalls geläufigen Namen Kirow-Theater erhielt der Ort im Zuge einer Umbenennung 1937. Ein weiterer bekannter Veranstaltungsort war das Moskauer Bolschoi-Theater – ein Schauspielhaus, dessen Gründung auf das Jahr 1776 zurückging.

### 1917–1991: Populärmusik in der Sowjetunion

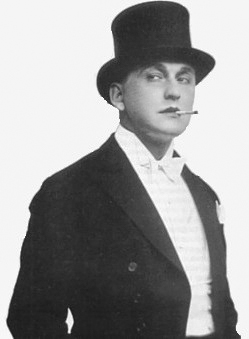
Alexander Wertinski

Die Oktoberrevolution 1917 sowie der daran anschließende Bürgerkrieg änderten an der grundlegenden Konstellation nur wenig. Ähnlich wie in anderen europäischen Ländern wurden auch in der frühen Sowjetunion neue, nach dem Ende des Ersten Weltkriegs aufgekommene Musikrichtungen zunehmend populär – vor allem in den großstädtischen Zentren. Zum traditionellen Walzer gesellten sich neue Modestile wie Tango, Foxtrott, Apache Dance sowie der aus den USA via Westeuropa nach Russland gekommene Jazz. Ebenfalls populär war die zeitgemäße Operette. Bekannte Interpreten aus dieser Zeit sind Pjotr Leschtschenko und Alexander Wertinski. Letzterer wanderte 1920 aus, spielte in den Jahren darauf vor allem vor Emigrantenpublikum und kehrte 1943 in die Sowjetunion zurück. Bis in die 1930er-Jahre hinein koexistierte eine Vielfalt unterschiedlicher Stile – wozu, neben dem populären Tango- und gängigen Folkloremelodien, auch eine Reihe mehr oder weniger bekannter Jazzensembles gehörte. Bekannte, am Swing-Stil der damaligen Zeit orientierte Jazzformationen waren die Orchester von Jakow Skomorowski, Alexander Zfasman und Leonid Utjossow. Eine urbane Folkloretradition boten die großstädtischen Blatnye pesni: die heute unter dem Begriff Russisches Chanson firmierenden Criminal Songs und Lagerlieder. Sie stammten ursprünglich aus den Hafenstädten am Schwarzen Meer (insbesondere der stark multikulturell geprägten Hafenstadt Odessa) und breiteten sich während der NEP-Ära unaufhaltsam über die gesamte Republik aus. Bekannte Chansons wie Murka und Bublitschki waren nicht nur in der Sowjetunion sehr beliebt. Durch zahlreiche Interpretationen fanden einige von ihnen Einzug in das Repertoire der internationalen Popmusik.

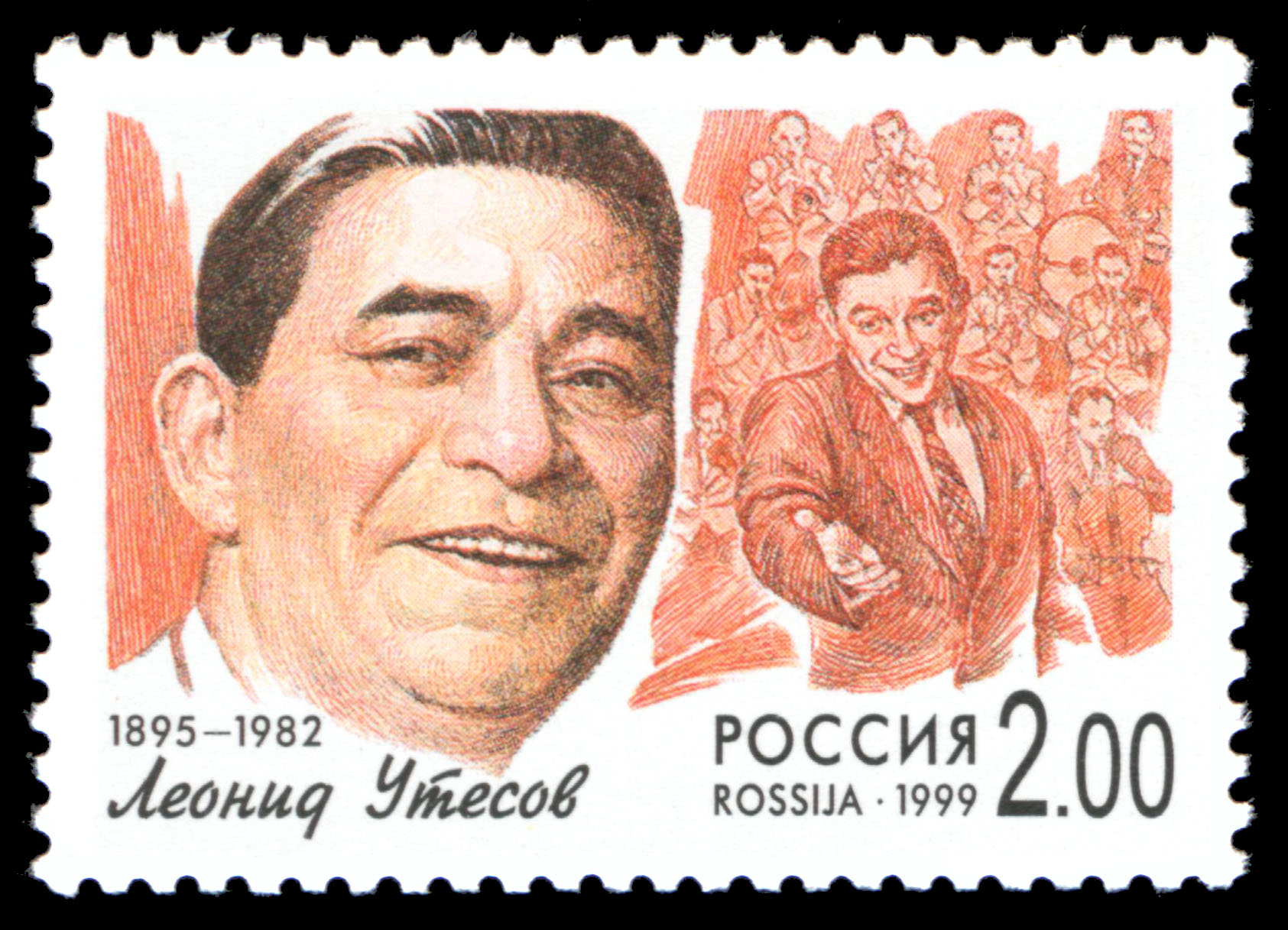
Russische Briefmarke zum Gedenken an Leonid Utjossow (1999)

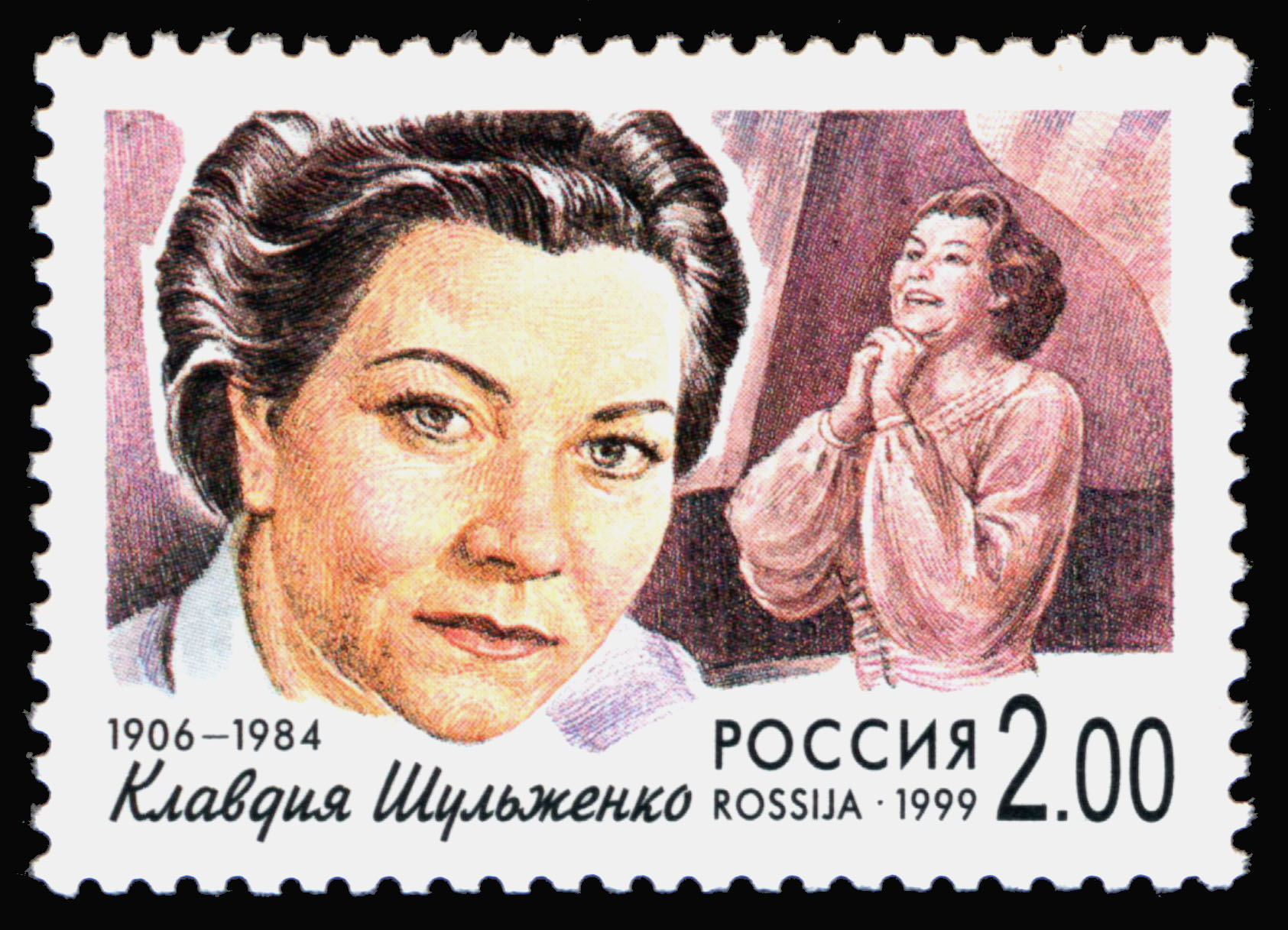
Russische Briefmarke zum Gedenken an Klawdija Schulschenko (1999)

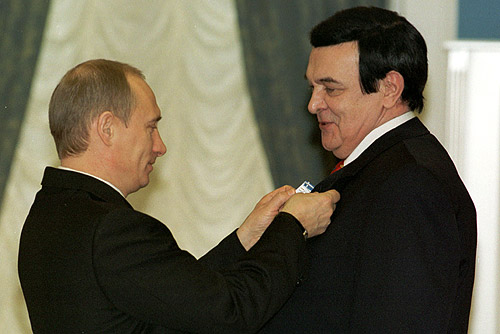
Wladimir Putin mit dem Sänger Müslüm Maqomayev (2002)

Mitte der 1930er ging die Ära der relativen kulturellen Toleranz mehr und mehr zu Ende. Leonid Utjossow und andere konnten sich als anerkannte Unterhaltungskünstler zwar behaupten, mussten allerdings künstlerische Konzessionen machen. Trotz des staatlicherseits ausgeübten Drucks und der offenen Repression, insbesondere in den Jahren der stalinistischen Schauprozesse war die Populärmusik selbst zur Hochzeit des Stalinismus nicht komplett uniform. In der Praxis war die ideologisch motivierte Kulturpolitik oft von Widersprüchlichkeiten geprägt. Die Criminal Songs beispielsweise fielen einerseits unter Verdikt. Andererseits erwiesen sich selbst hohe Funktionäre, darunter auch Stalin selbst, als Freunde dieser Musikgattung. Zeitzeugen berichteten etwa, dass das bekannte Chanson Gop-so-smykom zu Stalins Lieblingsliedern zählte und im informellen Bereich entsprechend als Musikwunsch geäußert wurde. Während der Zeit des Großen Vaterländischen Krieges zwischen 1941 und 1945 sah sich das Regime zu kulturellem Entgegenkommen genötigt. Der Unterhaltungsjazz erlebte während des Zweiten Weltkriegs ein kurzes Comeback. Beispiele hierfür: einige populäre Propagandatitel wie beispielsweise Cossacks in Berlin oder Lied der Frontkraftfahrer. Ein weiterer weltberühmter russischer Song stammt ebenfalls aus dieser Periode – Katjuscha. 1938 geschaffen von dem Texter Michail Issakowski und dem Komponisten Matwei Blanter, wurde Katjuscha in alle bedeutenden Weltsprachen übersetzt. Unter dem Titel Fischia il vento avancierte es zu einem der Standardlieder der italienischen Resistenza.
Mehr und mehr wurde die russische Unterhaltungsmusik von der sogenannten Estrada geprägt – einer staatlich gelenkten Form des Easy Listenings, die Formen der U- und E-Musik miteinander verband und das Ziel verfolgte, eine systemkonforme, gleichzeitig jedoch anspruchsvolle Form von Unterhaltungsmusik zu etablieren. Einerseits kam dieser Form der Unterhaltungsmusik eine systemerhaltende Funktion zu. Da es sich – entgegen der Meinung einiger Kulturideologen – als unmöglich herausstellte, einen „sowjetischen“ Musikstil am Reißbrett zu konzipieren, war eine gewisse Stilvielfalt letztlich unvermeidbar, in einem gewissen Rahmen sogar erwünscht. Das Spektrum reichte von operettenartigen Produktionen über patriotische Titel, Marschmusik und Schlager bis hin zu gehobeneren Entertainment und Jazz-Anklängen. Ebenfalls ein fester Bestandteil des sowjetischen Musikspektrums waren volkstümliche Schlager und Folklore – aufgrund der heterogenen Musiktraditionen in den Einzelrepubliken ein in sich stark von Vielfalt geprägter Sektor.

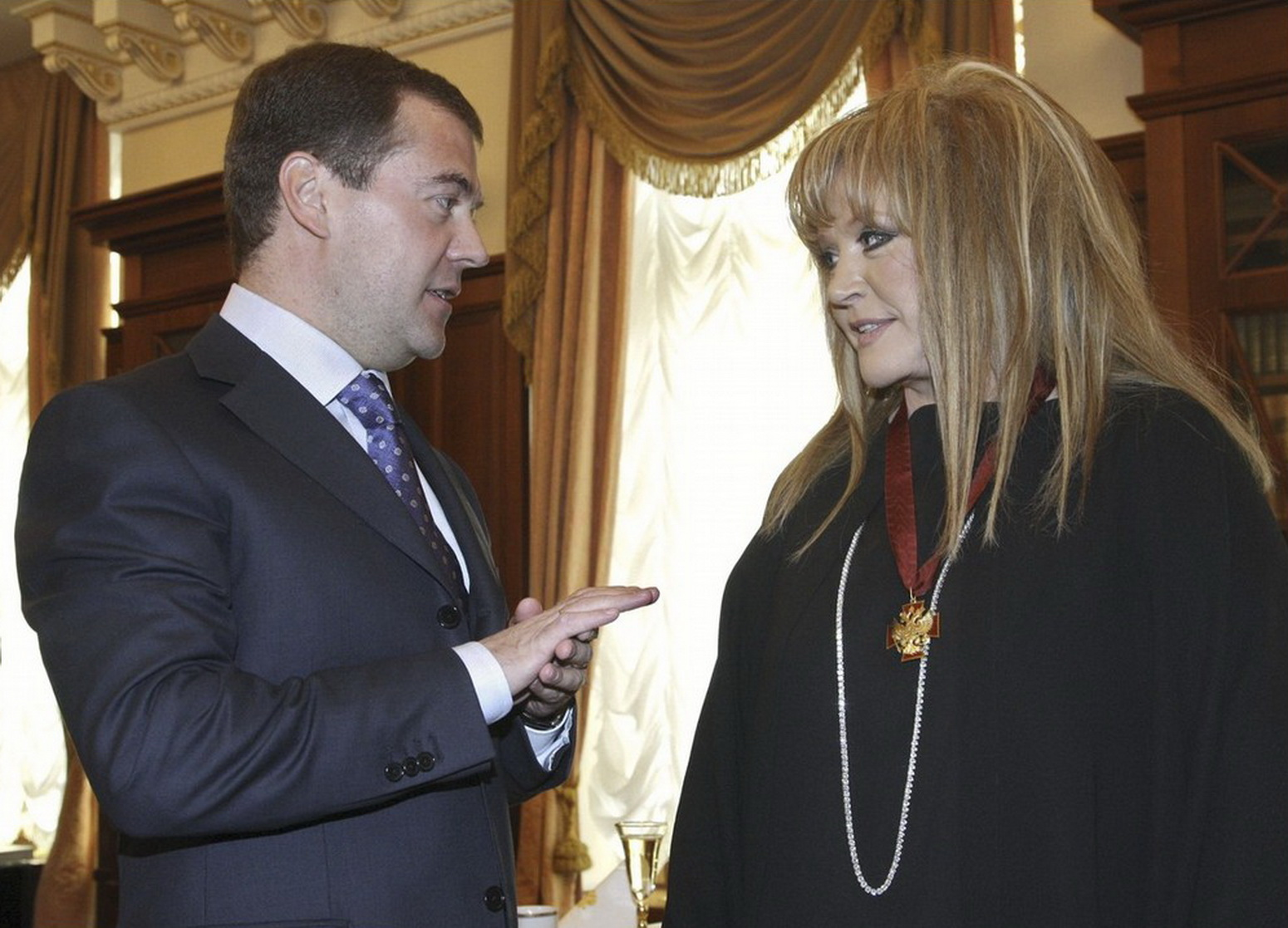
Alla Pugatschowa (rechts), zusammen mit Dmitri Medwedew (2009)

Handwerkliche Profession gewährleistete innerhalb dieses Systems das Netz staatlicher Musikschulen und Musikhochschulen sowie die staatlich reglementierte Berufsausübung als Musiker. Einerseits funktionierte dieses System einengend. Auf der anderen Seite gewährleistete es einen qualitativen Mindeststandard sowie eine angemessene Versorgung der Bevölkerung mit (Musik-)Kultur. Ebenso wie andere Länder hatte auch die Sowjetunion ihre Stars und Publikumslieblinge. Zu den „roten Stars“ der 1930er- und 1940er-Jahre zählten die Sängerinnen Isabella Jurjewa, Klawdija Schulschenko und Lidija Ruslanowa, die Sänger Pawel Michailow (Solist von Alexander Zfasmans Jazzband) und Wadim Kosin sowie der immens populäre Bandleader Leonid Utjossow. In den 1960ern, 1970ern und 1980ern sorgte das System der Estrada – trotz gelegentlicher Skandale wie etwa eine mit Playback und Interpreten-Doubles in Szene gesetzte Konzertreihe in den 1960ern – für stetigen Nachwuchs. Bekannte Künstler in den letzten Jahrzehnten der Sowjetunion waren unter anderem Anna German, Sofija Rotaru, der aus Baku stammende Sänger Müslüm Maqomayev sowie Alla Pugatschowa. Alla Pugatschowa bezog nicht nur moderne Trends in ihre Musik mit ein, sondern scheute sich in inhaltlichen Fragen nicht, zu Parteioberen in Konfrontation zu gehen.

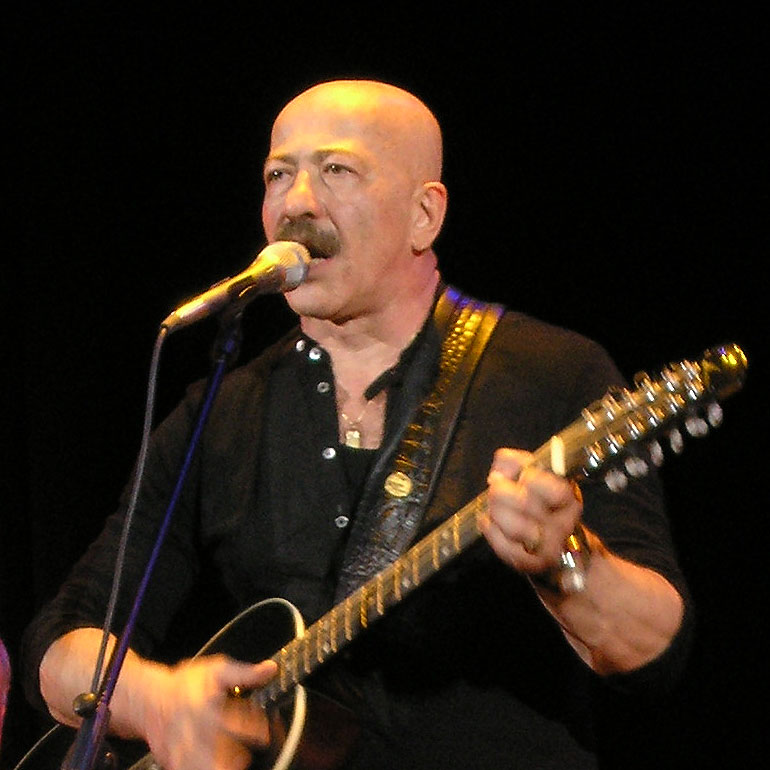
Alexander Rosenbaum (2006)

Eine substanzielle Veränderung für das Musikverlagswesen bedeutete die Etablierung eines neuen Monopolunternehmens im Jahr 1964 – das Moskauer Plattenlabel Melodija. Praktische Folge war eine noch stärkere Kontrolle von Musik-Veröffentlichungen. Konsequenz der staatlichen Monopolisierungsbestrebungen war, dass unabhängige Musiker weiterhin in den halboffiziellen Untergrund abgedrängt waren und ihre Einspielungen auf informellem, halblegalem Weg tätigen mussten. Dies galt insbesondere für eher ungeliebte Kunstformen wie das russische Chanson sowie – in noch stärkerem Maß – regierungskritische Protestlieder, die Bard-Songs. Aufgrund der Probleme, an geeignetes Material zum Pressen von Schallplatten zu kommen, machten Künstler aus der Not eine Tugend und zweckentfremdeten beispielsweise die Schichtträger von Röntgenaufnahmen für die Produktion von Tonträgern. Abseits des offiziellen Geschehens etablierten sich in den 1970er Jahren einige Künstler, die bis heute als prägend angesehen werden für das russische Chanson, insbesondere die spezielle Gattung der Criminal Songs oder, auf Russisch, Blatnye pesni. Der Sänger und Schauspieler Wladimir Wyssozki, dessen Lieder großteils in den 1960ern und 1970ern entstanden, etwa gilt bis heute vielen als der bedeutendste russische Chansonnier des 20. Jahrhunderts. Nicht ganz so bekannt, für die Weiterentwicklung dieser Liedsparte jedoch ebenso wichtig, war der aus Leningrad stammende Arkady Severny, dessen Schaffen zeitlich mit dem von Wyssotzki zusammenfällt und der ähnlich jung mit etwas über 40 starb. Weitere Chansoninterpreten: der aus St. Petersburg stammende Alexander Rosenbaum und Kosta Beljarew.

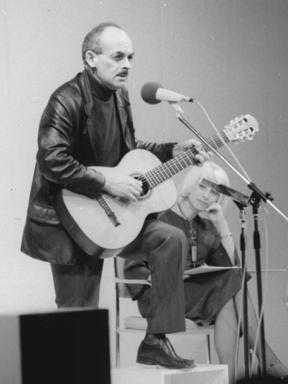
Bulat Okudschawa (Palast der Republik in Ostberlin, 1976)

Abseits dieser Szene „sowjetischer Dandys“ bildete sich in den 1960er und 1970er Jahren eine weitere unkonforme Form des Lieds heraus. Anders als die traditionellen Gaunerchansons richtete sich das sogenannte Bard (wörtlich übersetzt: Barde) vorzugsweise an Intellektuelle. Stilistisch griffen die Bard-Interpreten Elemente der angloamerikanischen Folkmusik und Liedermacher/Songwriter-Tradition auf. Eng verbunden mit der literarisch-künstlerischen Opposition der Breschnew-Ära, waren die Bard-Liedermacher sowie die mit ihnen eng verbundene Samisdat-Szene noch stärker auf den informellen Bereich beschränkt. Auftrittsorte waren Privatwohnungen oder öffentliche Orte im Freien. Als bedeutendster, überragender Bard-Sänger gilt Bulat Okudschawa. Okudschawa engagierte sich im Kampf gegen die politische Repression, unterzeichnete eine Petition für die Freilassung von Alexander Solschenizyn, übersetzte Texte von Wolf Biermann und gilt heute als der „Georges Brassens der Sowjetunion“. Als Bard-Interpreten bekannt wurden auch das Ehepaar Tajana und Sergei Nikitin.
Die westliche Pop- und Jugendkultur ging an der Sowjetunion ebenfalls nicht spurlos vorüber. Ein Versuch, die neuen Impulse in systemkonforme Bahnen zu lenken, war ein in den 1960ern auf den Weg gebrachte neues Subgenre mit der offiziellen Abkürzung WIA (russisch: ВИА, abgekürzt für Vokal-Instrumental-Ensemble). Die WIA-Schiene ermöglicht eine stärkere Berücksichtigung westliche Stile, nicht zuletzt auch beim Radio-Airplay. Auf ein jüngeres Publikum versiert, ergänzten WIA-Gruppen wie Iweria, Pesnjary, Pojuschtschije gitary, Zwety, Wesjolyje Rebjata und Semljane das konventionelle Estrada-Programm mit modernen, zeitgemäßen Elementen. Auch der Brückenschlag zum internationalen Markt wurde während der Tauwetter-Periode verstärkt gesucht. Ein Beispiel: Venera, eine von der bulgarischen Sängerin Lili Ivanova interpretierte Coverversion des Shocking-Blue-Hits Venus. Darüber hinaus versuchte die WIA den Brückenschlag zur folkloristischen Musik der Einzelrepubliken. Populäre Gruppen hier: Yalla aus Usbekistan, Tscherwona Ruta aus der Ukraine und die belarussischen Formationen Sjabry und Werasy.

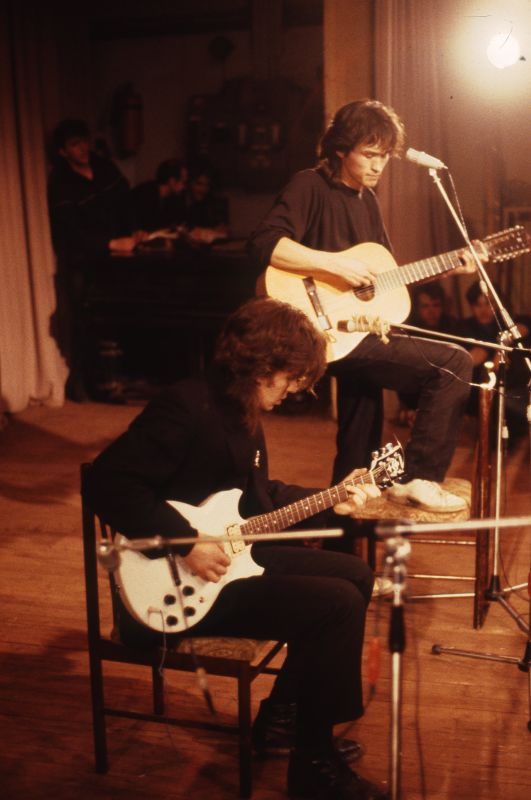
Kino (1986)

Im Unterschied zur WIA, die eine Möglichkeit bot, moderat-westliche Töne zu konsumieren, hatten härtere Rockmusik-Varianten kaum eine Chance. Erst 1974 veröffentlichte Melodija Schallfolien mit Beatles-Stücken. Lange Haare und Hippie-Klamotten galten bis in die 1980er-Jahre hinein als unerwünscht; wer sich nicht anpasste, musste Karrierehindernisse oder andere Repressionen in Kauf nehmen. Grundsätzlich änderte sich dies erst mit dem Machtantritt Gorbatschows und der von ihm auf den Weg gebrachten Perestroika. Bands der ersten Stunde waren Nautilus Pompilius, die zunächst Cover-Versionen von Led Zeppelin und den Eagles spielten und Aquarium, eine Band, die sich stark an Pink Floyd orientierte. Zu Kultbands der Perestroika-Ära avancierten die vom Folk-Rock kommenden DDT und Kino – eine Gruppe, deren Musik stark vom westeuropäischen New Wave beeinflusst war. Für viele ihrer Fans repräsentierten DDT und Kino mit ihren gesellschaftskritischen Texten das Gewissen der Perestroika. Weitere Bands aus dieser Ära: Alisa (Hard Rock), Bravo (nostalgischer Rock ’n’ Roll), Awia (New Wave), Awtograf (Art Rock), Agata Kristi (Gothic Rock) und Kruis (Heavy Metal).

### Nach 1991: Popmusik im Russland nach der Sowjetunion
Der Fall des Eisernen Vorhangs, das Auseinanderbrechen der ehemaligen Sowjetunion und die Etablierung marktwirtschaftlicher Verhältnisse ab dem Jahr 1991 bedeuteten auch für die russische Popmusik eine deutliche Wendemarke. Als Erstes machten sich die Umbrüche auf Seiten des Marktes bemerkbar. Das Staatsunternehmen Melodija konnte den Konkurs nur knapp umschiffen und suchte 1991 die Kooperation mit dem deutschen Major-Label BMG. Eine Folge der veränderten Situation war, dass der russische Markt mit schwarzkopierten, qualitativ minderwertigen Kopien westlicher Popprodukte überschwemmt wurde. Erst ab 1995 war Musik aus dem Westen rechtlich geschützt. Eine weitere Reaktion auf den nunmehr internationalisierten Popmusik-Markt war das Entstehen von Retortenbands, die den Markt mit ihren Produktionen überschwemmten.

Logo des Musiksenders MTV

Auch der russische Markt selbst differenzierte sich zunehmend aus. Kommerziell gesehen hatten Musiker und Musikerinnen einen schlechten Stand – nicht zuletzt auch aufgrund der Tatsache, dass westliche Popmusik nunmehr frei verfügbar war. Verschärfend hinzu kam, dass die neuen Produktions- und Vertriebskanäle für Geldwäschezwecke missbraucht wurden. Als kommerziell rentabel (und für Interpreten und Gruppen entsprechend wichtig) erwies sich in der Folge vor allem die Produktion und Vermarktung von Musikclips. Eine wichtige Rolle in diesem Prozess spielte der russische Ableger des US-amerikanischen TV-Netzwerks MTV. 2002 produziert Russland 50 bis 80 Musikclips jährlich. Einerseits fließen auch in die Clip-Produktionen kriminell erwirtschaftete Gelder ein. Andererseits sind sie derzeit die aussichtsreichste Methode, mit Musik Geld zu verdienen. Westliche Musikmajors sind in Russland bislang wenig aktiv geworden. Umgekehrt tendieren russische Popstars wie zum Beispiel die Sängerin Walerija oder das Duo t.A.T.u verstärkt dazu, mit ihren Produktionen offensiv den westlichen Markt anzugehen.
Deutliche Veränderungen hat es seit 1990/91 auch im Bereich der Musikgenres gegeben. Der Perestroika-Rock der 1980er Jahre etwa geriet zunehmend ins Hintertreffen. Ergänzend beziehungsweise alternativ bildete sich in den großen urbanen Zentren eine Clubszene, die von kleinen innovativen Bands und ihren Fans geprägt wird. Ein eigenständiger Faktor ist mittlerweile die sogenannte Popsa – konsumierbarer Pop mit kräftigen Beats sowie unkomplizierter Tanz-Techno, der in den großen Diskotheken zum Einsatz kommt und vor allem bei der Jugend sehr beliebt ist. Auf sich aufmerksam – wenn auch nicht so massiv wie im westlichen Ausland – machte im neuen Jahrtausend auch russischer Hip-Hop. Bekanntere Hip-Hop-Acts sind der Rapper Delfin und die Gruppe Otpetije Moschenniki. Bei der älteren Generation ist der althergebrachte Estrada-Stil nach wie vor stark populär; ebenso kommerzialisierte folkloristische Produktionen. Eine Renaissance erfahren haben in den letzten Jahren die Blat-Lieder respektive Criminal Songs. Das russische Chanson schlägt zahlenmäßig zwar nicht so ins Gewicht wie Tanz-Techno und herkömmlicher Schlager, ist allerdings ein stabiler Faktor und wird vor allem im nationalen und internationalen Feuilleton verstärkt wahrgenommen. Ein Faktor, der nach wie vor ins Auge springt, ist die weiterhin anhaltende Musikpiraterie. Das Geschäft mit legalen Downloads ist nach wie vor unbedeutend. Insgesamt gingen im 1. Halbjahr 2008 die Musikverkäufe um 21 % zurück. Auf Download-Portalen im Internet stark vertreten sind nach wie vor Estrada-Produktionen aus dem 20. Jahrhundert. Verbreitet wird russische Popmusik darüber hinaus über die russischen Gemeinden überall auf der Welt.
Die kulturellen Umbrüche im neuen Russland sowie die damit einhergehenden Verschiebungen der Musikgewohnheiten wurden auch von Gesellschafts- und Kulturwissenschaftlern aufmerksam beobachtet. Weitgehend Einigkeit besteht darüber, dass die kulturellen Umbrüche Ausdruck der gesamtgesellschaftlichen Situation sind. Unterschiede, den Musikkonsum betreffend, lassen sich auf zwei Ebenen ausmachen – zwischen Alten und Jungen und innerhalb der Jugend selbst. Während beim Gros der älteren Generation nach wie vor die Stars der Estrada hoch im Kurs stehen, bevorzugt die Mehrheit der Jugendlichen in ihrer Freizeit unkomplizierten Tanz-Techno beziehungsweise Retortenpop. Abseits davon haben sich die üblichen Nischen- und Subkulturen herausgebildet, bei denen der Lebensstil mit Rock, Metal, Hip Hop oder Underground-Clubmusik zum Ausdruck gebracht wird. Die russischen Chanson-Traditionen, gepflegter Lounge-Jazz, westlicher Pop oder avantgardistische Produktionen „made in Russia“ haben ebenfalls ihre Anhängerschaft, vorwiegend in den urbanen Zentren. Insgesamt dient Musik stark als Abgrenzungsmittel innerhalb der unterschiedlichen Jugendkulturen. Während kritische, unangepasste Jugendliche sich von der allseits präsenten Popsa distanzieren, ist sie für normale, unpolitische Jugendliche ein wichtiger, identitätsstiftender Bezugsrahmen. Jelena Omeltschenko, Autorin der von einem interkulturellen Russland-Forschungsprojekt der Universität Bremen herausgegebenen Heftreihe kultura charakterisierte die Konflikte zwischen „Normalos“ und „Alternativen“ als Teil jugendlicher Selbstvergewisserung – wobei der russische Staat gezielt versuche, kulturelle Vorbehalte der „Normalos“ für sich zu instrumentalisieren. Der Autor Jens Siegert benannte in einem Aufsatz 2005 vier bedeutende, voneinander unterscheidbare Jugendmilieus: ein nationalistisch-rechtsextremes, das linksradikale, das liberal-bürgerliche und ein karriereorientiert-staatsbezogenes, welches sich stark an Wladimir Putin orientiere.

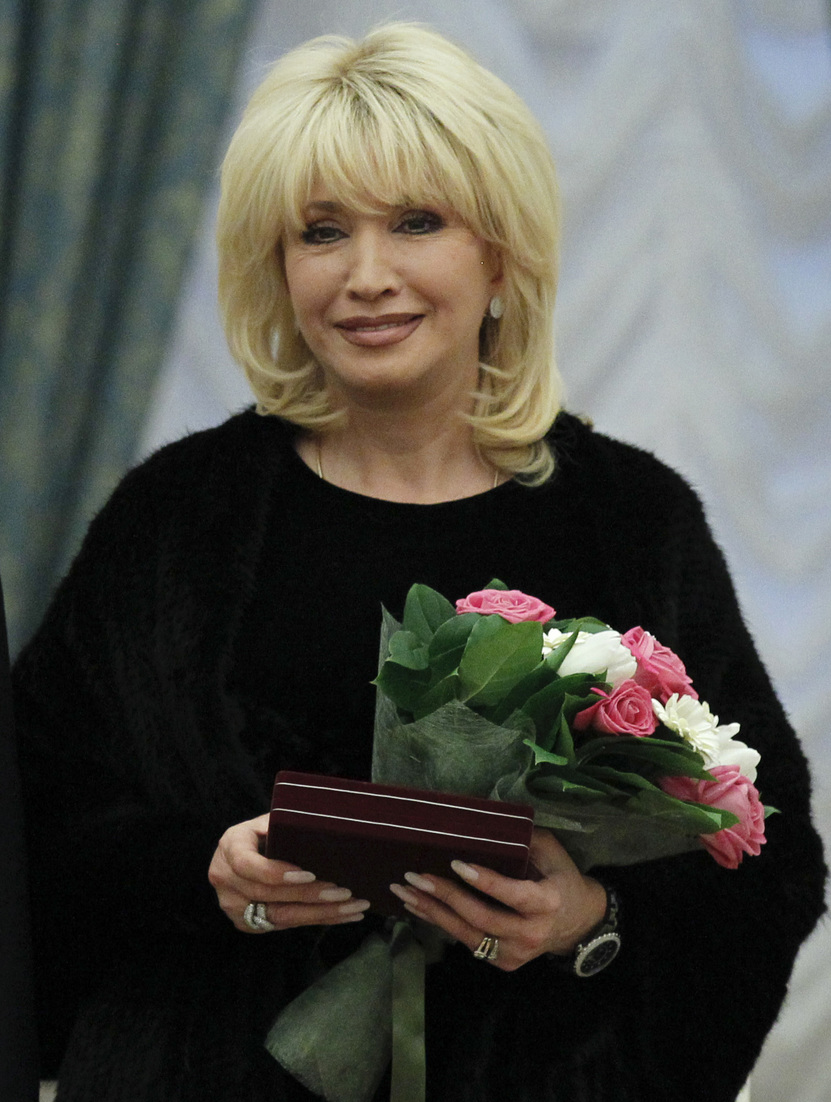
Irina Allegrowa (2010)

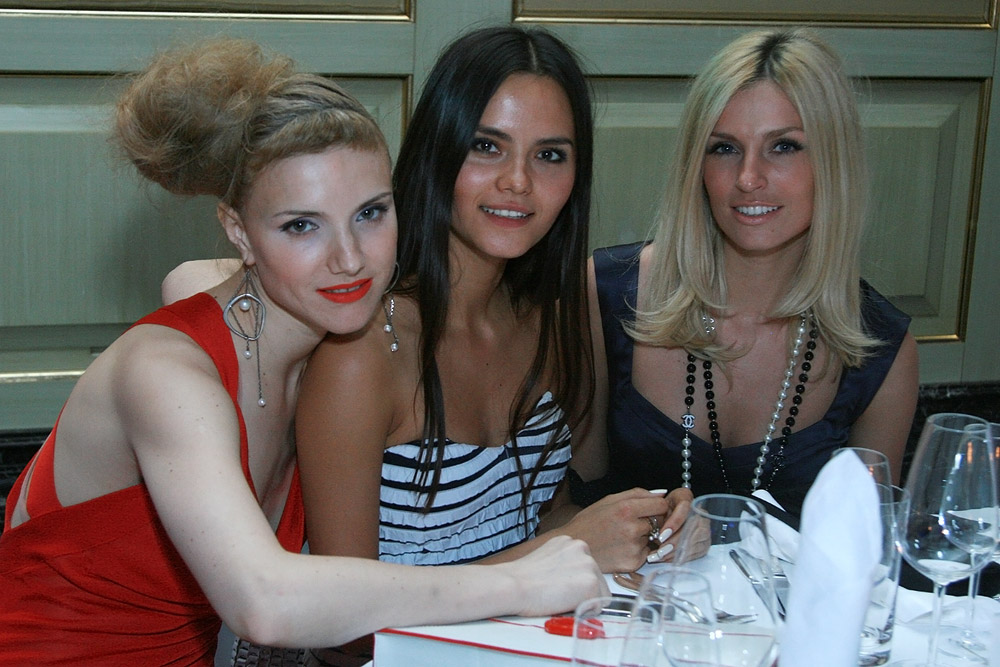
Die Gruppe Fabrika

## Genres

### Estrada und Popsa

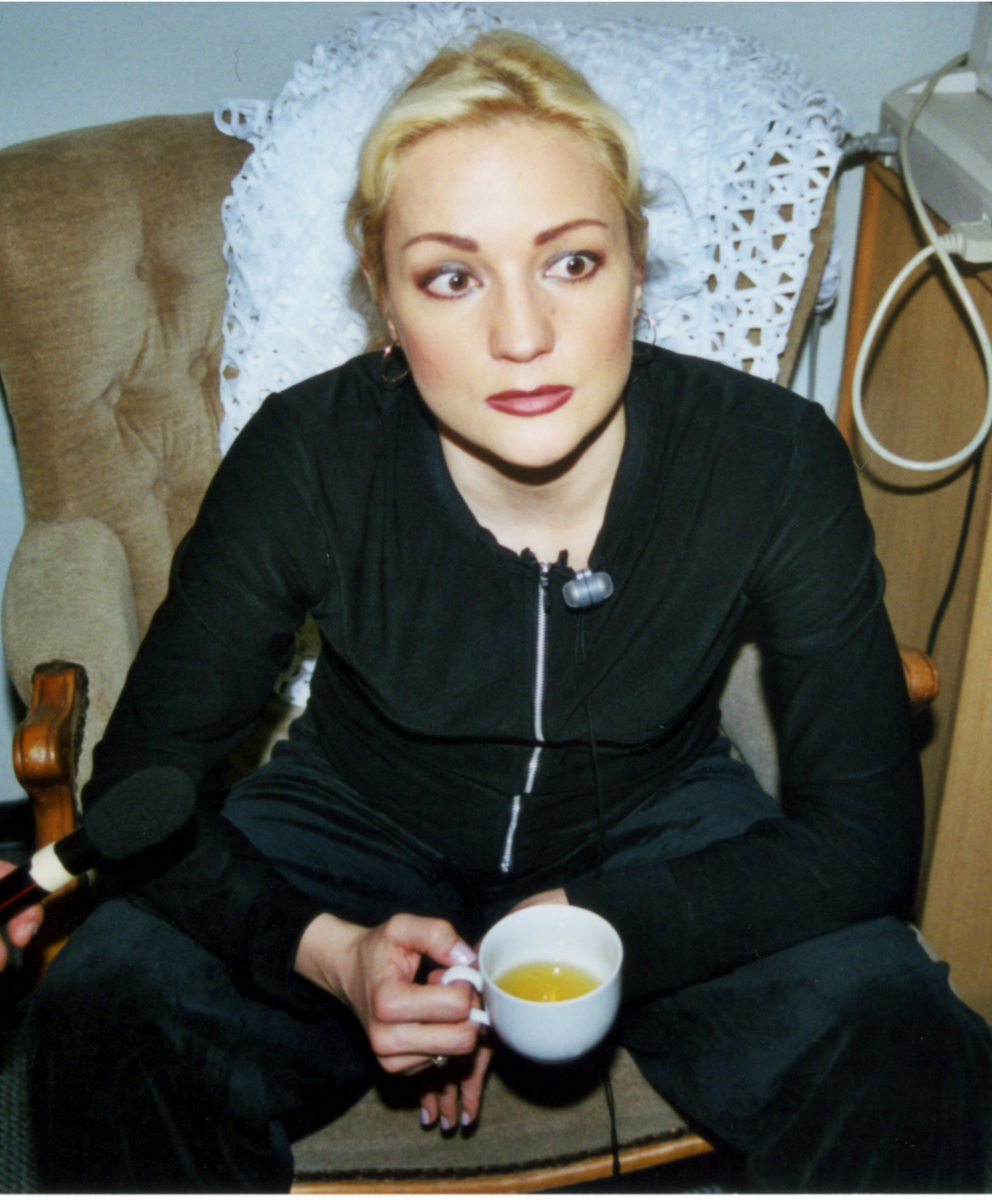
Tatjana Bulanowa (2002)

In der Praxis sind alter und neuer russischer Schlager nur schwer gegeneinander abgrenzbar. Das Spektrum reicht von althergebrachten Croonern wie Iossif Kobson bis hin zu Tanztechno-DJs wie etwa DJ Smash – wobei das Spektrum fließend ist und im Detail nicht immer deutlich, was noch „Estrada“ oder was schon „Popsa“ ist. Der Estrada-Stil aus der Zeit der Sowjetunion hat immer noch zahlreiche Anhänger. Auch in den Medien – insbesondere dem TV – ist er stark präsent. Estradaorientierte Interpreten wie Nikolai Baskow, Lew Leschtschenko und andere absolvieren weiterhin regelmäßig Auftritte. Kultstatus genießt insbesondere die Estrada-Ikone Alla Pugatschowa. 2001 belief sich die Summe ihrer Plattenverkäufe auf 200 Millionen. Neuere Interpreten dieser Richtung sind Irina Allegrowa, Waleri Meladse, Andrei Gubin, Tatjana Bulanowa, Larissa Dolina, Waleri Leontjew, Leonid Agutin sowie die – seit einigen Jahren als Pugatschowa-Nachfolgerin gehandelte – Interpretin Jelena Wajenga. Mischformen zwischen populärem Schlager und Chanson sind mitunter ebenfalls erfolgreich. Beispiel: der Entertainer und Chansonsänger Michail Schufutinski.

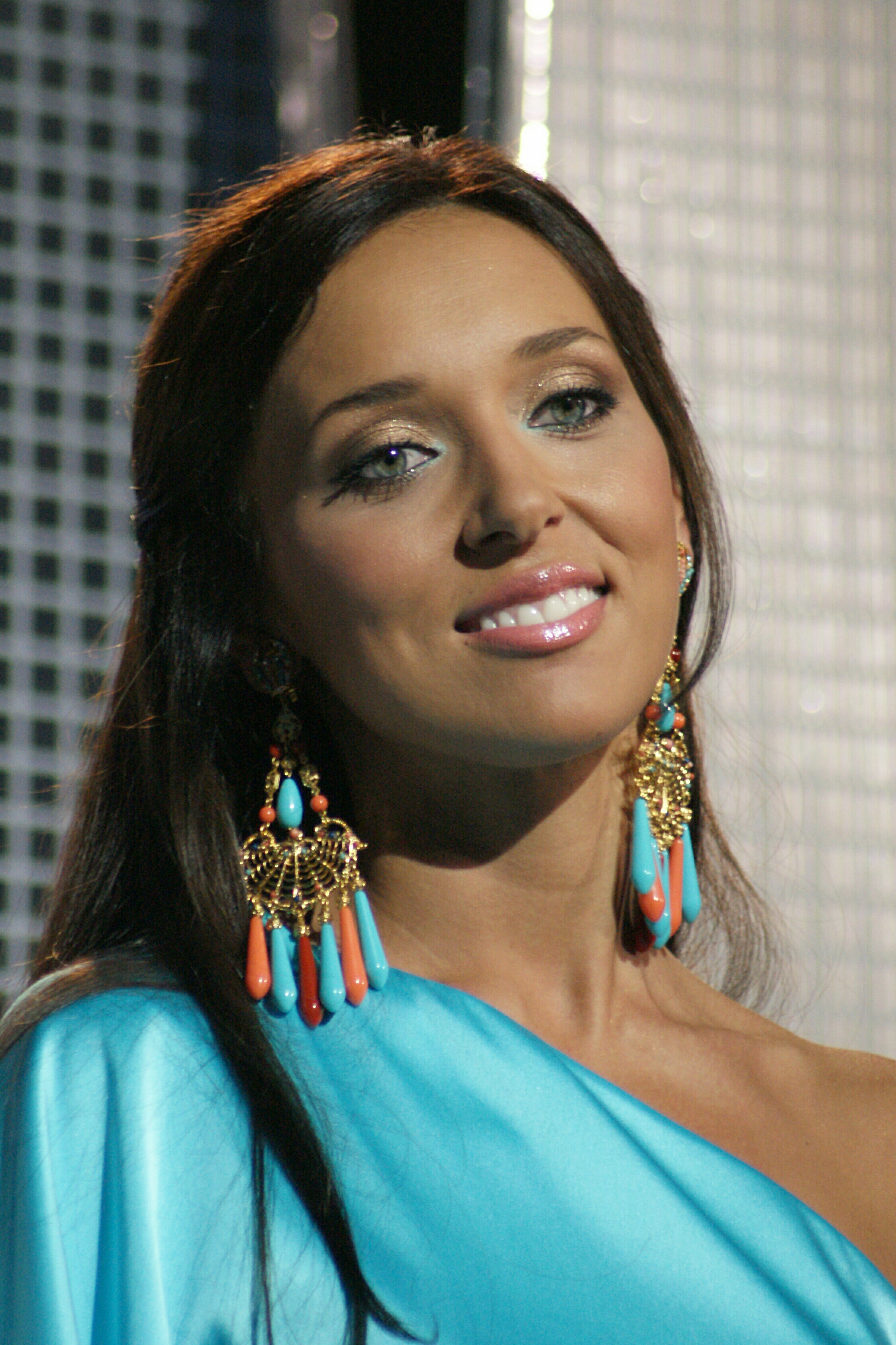
Eurovision-Contest-Teilnehmerin Alsou (Moskau, 2009)

Techno-Musik und russischer Tanztechno, die sogenannte „Popsa“, ist im Umfeld von Diskotheken, im Internet, Radio und auf Veranstaltungen allgegenwärtig. Internationalen Erfolg konnte vor allem das Duo t.A.T.u. sowie die Sängerin Walerija für sich vereinnahmen. Typisch für Popsa-Produktionen ist die landestypische Synthese aus international gängigen Diskomusik-Elementen (dominierender Rhythmus, Samples, Vocals) und Elementen aus der russischen Musikkultur. Remakes bekannter Schlager, die neu eingespielt und mit modernen Soundattributen versehen werden, sind in Russland ebenso üblich wie in anderen Ländern auch. Aufzuführen sind schließlich die zahlreichen Solokünstler und Boy- beziehungsweise Girlgroups, die sich oftmals anlässlich zu Ausscheidungen für internationale Veranstaltungen wie beispielsweise den Eurovision Song Contest zusammenfinden. Mit Dima Bilan gelang es Russland 2008, den ersten Platz zu erzielen. Weitere wichtige Veranstaltungen sind die Vorausscheidungen zum Song-Contest sowie der ebenfalls jährlich stattfindende MTV Russia Music Awards. Im weitesten Sinn der Popsa zuzurechnen sind unter anderem die folgenden Interpreten, Boygroups, Girlgroups und Formationen: t.A.T.u, Walerija, Alsou, The A.R.T., Global Planet, MakSim, VIA Gra, Fabrika und Serebro.
Präsent ist russische Popsa nicht nur in Russland selbst. Auch in den russischen Communities im Ausland, beispielsweise in Deutschland, ist russische Popmusik stark nachgefragt. Die Vorliebe beschränkt sich längst nicht nur auf Diskotheken, die ausschließlich oder mehrheitlich von Russen frequentiert werden. Ein Leserreporter der Oldenburgischen Volkszeitung brachte das Lebensgefühl, welches damit verbunden wird, mit folgenden Worten zum Ausdruck: „‚Popsa‘ ist mehr als nur eine Musikrichtung, ‚Popsa‘ ist eine Lebensrichtung. Frauen laufen auf hochhackigen Schuhen, in kurzen Röcken und mit übergroßen Lippen herum und generell laufen Männer wie Frauen für unseren Geschmack ziemlich schrill herum. Aber im Großen und Ganzen kann man sagen, dass ‚Popsa‘ eine positive Erweiterung für unsere Musik in Deutschland ist.“

### Traditionelle Folklore
Die traditionelle Folklore ist in den letzten Jahren nur oberflächlich ins Hintertreffen geraten. Ähnlich wie in anderen Ländern gibt es auch in Russland einen stabilen Markt für traditionelle Musik sowie volkstümliche Schlager. Die Übergänge zu anderen Hauptgenres sind hier ebenfalls fließend. Zusätzlich kommen bei der traditionellen Folklore regionale Unterschiede und Varianten zum Tragen. Während für Volkschöre in den nördlichen Regionen der gemeinsam vorgetragene Gesang ohne Solostimme typisch ist, bevorzugen Varianten aus den südlichen Landesregionen eher den Kontrast zwischen Solo- und Chor-Stimmen. Regionen mit starker Volksmusik-Tradition sind: im Norden Archangelsk, die mittlere Wolgaregion und Sibirien, im Süden Südrussland sowie die Ukraine. In der Ukraine, mit der russischen Kultur nach wie vor eng verbunden, ist die landestypische Folklore ebenfalls zweigeteilt. In den östlichen Landesteilen herrschen ähnliche chorale Traditionen vor wie im südlichen Russland. In den westlichen hingegen gibt es viele Ähnlichkeiten mit der Karpatenmusik, wie man sie auch in Polen und Rumänien kennt.
Die Herkunft von kirchlichen Chorälen ist ein Traditionselement, das die folkloristische Musik Russlands bis heute erkennbar prägt. Die Professionalisierungsansätze aus dem 19. Jahrhundert – also die Kombination aus Laien- und Profimusikern – wurden in der Zeit der Sowjetunion fortgeführt. Für die 1970er-Jahre ist beispielsweise das Dimitri Pokrowski Ensemble mit seinen professionell eingespielten Bauernliedern aufzuführen, für die 1980er- und 1990er-Jahre Pesen Zemli, die Gruppen Narodny Prasdnik und Kasatschi Krug. Weitere Interpreten und Ensembles dieser traditionell ausgerichteten, auch mit dem Begriff „Revival“ bezeichneten Spielweise: der Moscow Patriarchal Choir mit der Sängerin Ariadna Rybakova, das Russian Druzhina Ensemble sowie die Gruppe Sirin.
Populärer und verbreiteter als die traditionellen Ensembles sind kommerzialisierte Volksmusik-Schlager. Bekannte Interpreten und Formationen sind Ljudmila Sykina, Schanna Bitschewskaja (die auch das Genre Country vertritt), das Russkaja Pesnja Ensemble, Golden Ring, Anna German, Jewgenija Karagod, Gennady Slavischtschi und Jewgenija Smoljaninowa. Seit den 1990ern wurden Brückenschläge zum Popmarkt immer gängiger, ebenso solche zu Techno und der elektronischen Musik. Ein Beispiel ist das Terem Quartet, das erstmals anlässlich einer Talentshow im russischen TV in Erscheinung trat. Weitere Interpreten: Inna Schelannaja (Zhelannaya), Moscow Art Trio (Trance-orientierte Popmusik mit Folklore-Elementen) und das Volnitza Ensemble. Aufzuführen sind schließlich die zahlreichen Ethno-Musik-Varianten, vor allem in den östlichen, asiatischen Regionen des Landes. Einige werden erst im Zug der Ethno-Welle langsam zugänglich; in einigen Landesteilen, vor allem im Kaukasus sowie den südlichen und fernöstlichen asiatischen Regionen, finden sich kaukasische, turkmenische, mongolische, tuwinische und chinesische Folkloretraditionen. Ein Beispiel für modernen Ethno-Pop aus den ehedem sowjetischen zentralasiatischen Ländern ist die usbekische Sängerin Yulduz Usmonova, die – ähnlich wie die Israelin Ofra Haza – Popmusik-Elemente mit musikalischen Traditionen ihrer Heimat verbindet. Auch im westlichen Ausland stark wahrgenommen werden tuwinische Musiker mit ihrem Obertongesang: eher traditionell orientierte wie Huun-Huur-Tu, rockmusik-orientierte wie Yat-Kha oder avantgardistisch ausgerichtete wie Sainkho Namtchylak.

### Rock und Underground

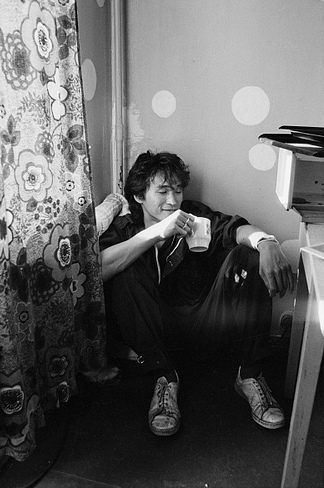
Kino-Sänger Wiktor Zoi (1986)

In der russischen Rockmusik-Szene haben sich in den zwei Jahrzehnten um die Jahrtausendwende rapide Veränderungen vollzogen. Eine ins Auge fallende ist der stetig sinkende Stellenwert des vormals hoch angesehenen Perestroika-Rocks. Bands wie DDT, Kino und andere spielten zwar auch in den 1990er Jahren in ausverkauften Hallen. Zusätzlich zum Tragen kam die idolähnliche Position einiger Musiker – beispielsweise des DDT-Frontmanns Juri Schewtschuk oder des charismatischen Kino-Sängers Wiktor Zoi, der 1990 tödlich verunglückte und im Folgenden zu einer Art Ikone des Perestroika-Rock avancierte. Bereits in den 1990er-Jahren differenzierte sich die russische Rockmusik-Szene mehr und mehr aus. Dazu bei trug unter anderen die politische Radikalisierung einiger Bands, welche zu Parteigängern der Nationalisten oder Kommunisten avancierten – wie beispielsweise die Metal-Band Korrosija Metalla, die Punk-Band Graschdanskaja Oborona oder die Folk-Rock-Gruppe Kalinow Most. Einige kandidierten dabei auch für politische Ämter – wie zum Beispiel Sergej Troizki, der Sänger von Korrosija Metalla, der sich – wenn auch erfolglos – für das Amt des Moskauer Oberbürgermeisters bewarb.

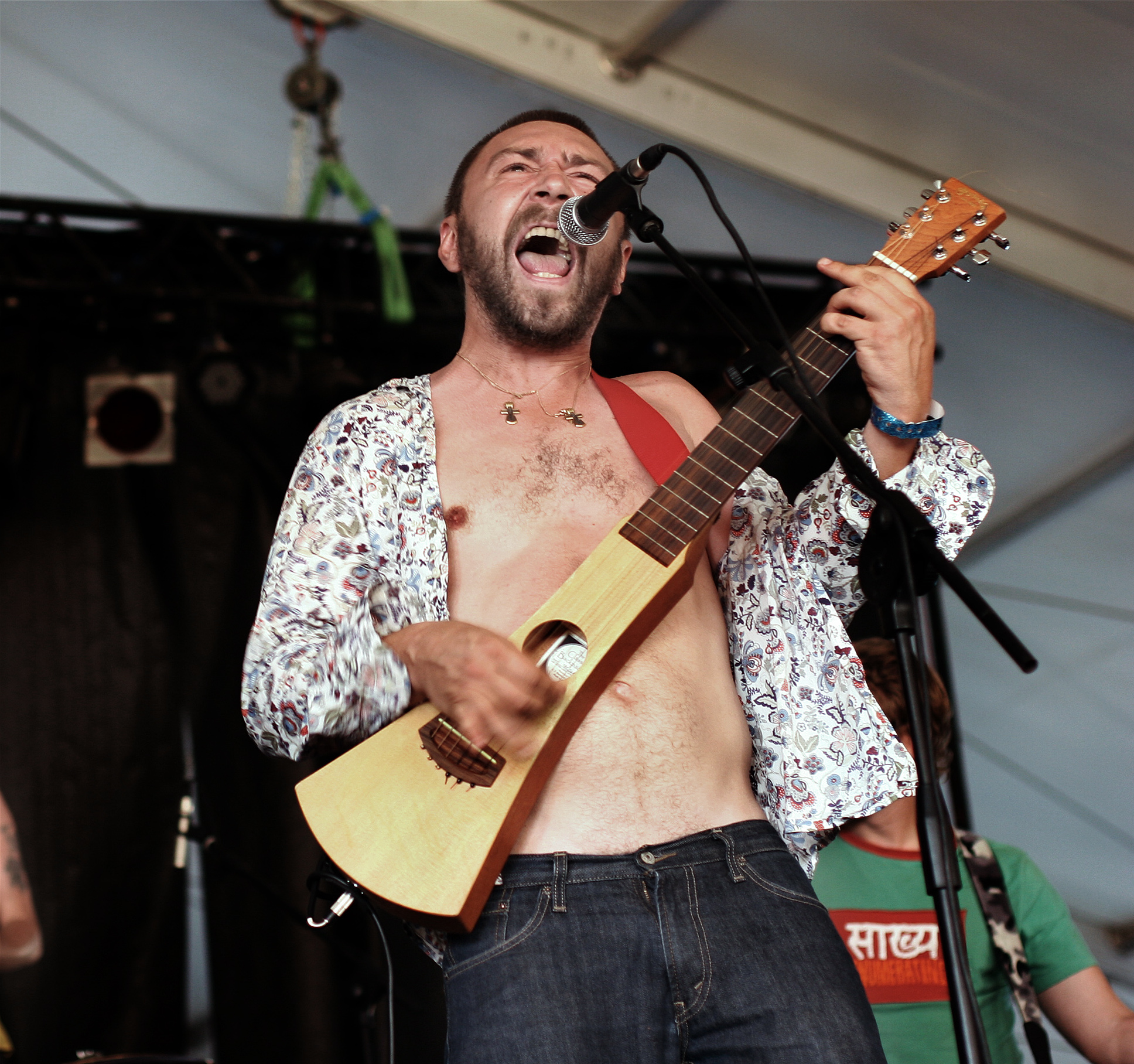
Sergei Schnurow von der Band Leningrad (2007)

Ein Element, das zur Ausdifferenzierung der Rock- und Undergroundmusik wesentlich beitrug, war die sich wandelnde Infrastruktur. In Moskau, St. Petersburg und anderen großen Städten bildete sich mehr und mehr eine Clubszene heraus – kleine Veranstaltungsorte, deren Infrastruktur vor allem vom Engagement der Fans getragen wurde. Der Versuch, stärker als bisher westliche Stile zu übernehmen, zahlte sich wenig aus. Ein auffälliges Merkmal des neuen Undergrounds war die Tatsache, dass die Bedeutung von Songtexten stark in den Hintergrund trat. In den Vordergrund trat stattdessen der Spaßcharakter, der Party-Faktor oder die künstlerische Art der Darbietung. Prägend für die neue Independent-Rockszene ist der spielerische, freie Rückgriff auf alle möglichen Stil-Versatzstücke. Ska und Punk sind als Stil stark verbreitet. Daneben dienen einheimische Musiktraditionen als musikalischer Orientierungspunkt – beispielsweise Klezmer, Gypsy-Music, osteuropäische und russische Folklore sowie russisches Chansongut. Typische Vertreter dieser Richtung sind die Bands Leningrad, Gogol Bordello, Billy’s Band, The Red Elvises sowie die moldawische Skapunk-Band Zdob și Zdub, die teils in ihrer Heimatsprache, teils russisch singt. Die stärker auf elektronische Musik versierte Richtung wird von Musikprojekten wie Messer für Frau Müller (St. Petersburg; Electronic und Easy Listening) repräsentiert. Last but not least treten auch stärker auf Jazzmusik versierte Bands und Interpreten in Erscheinung – wie beispielsweise Schanna Agusarowa (ex Brawo) oder die stärker in den Wave-Bereich gehende Sängerin Iva Nova. Anderen Bands – wie zum Beispiel den 1993 in St. Petersburg gegründeten und von Akustikfolk auf Rock umgestiegenen Notschnyje Snaipery – ist es gelungen, sich über einen längeren Zeitraum zu konsolidieren und mit regelmäßigen Veröffentlichungen sowie Auftritten auch außerhalb des Landes ihren Ruf zu festigen.

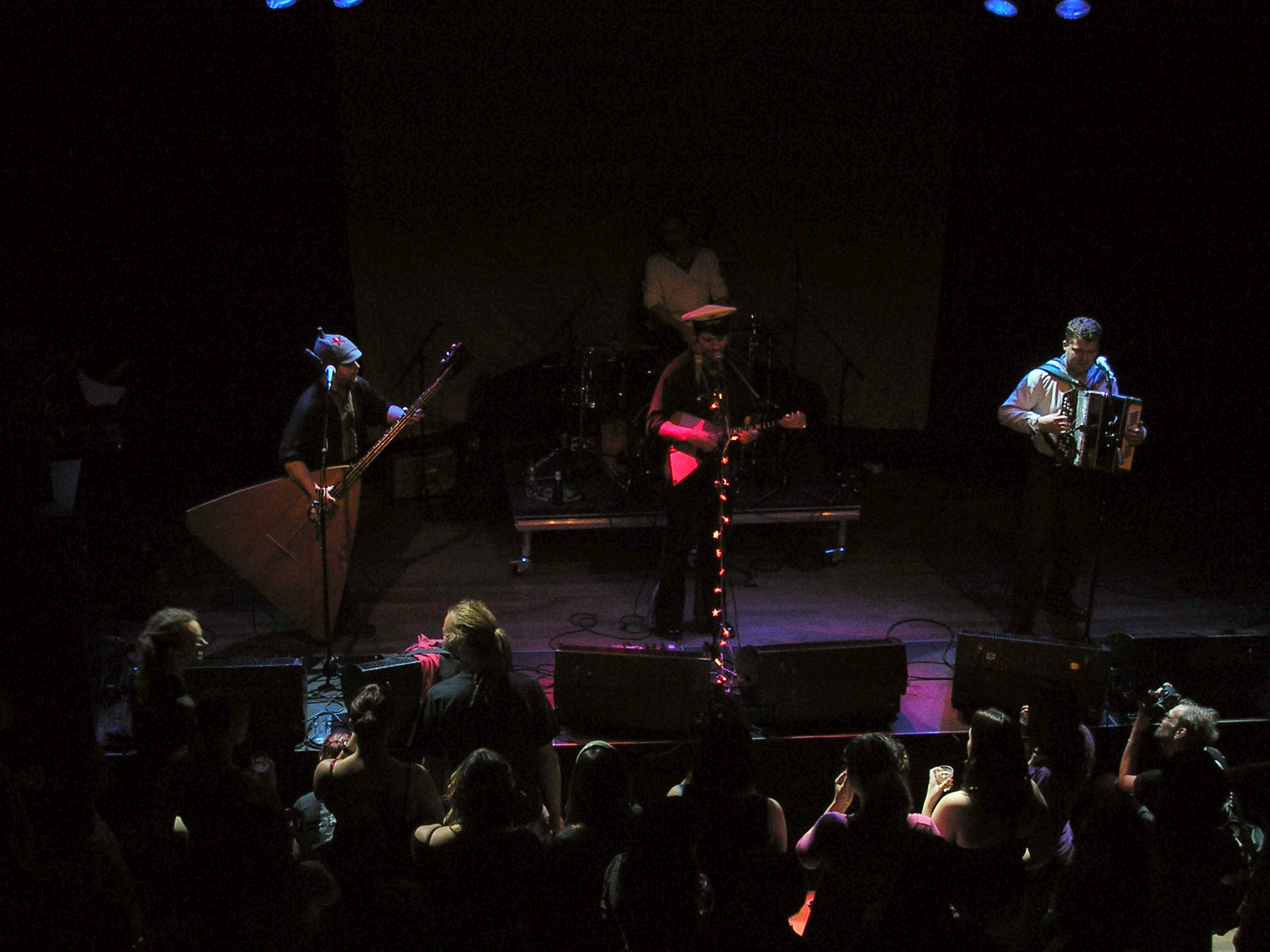
Die deutsch-russische Band Apparatschik (2008)

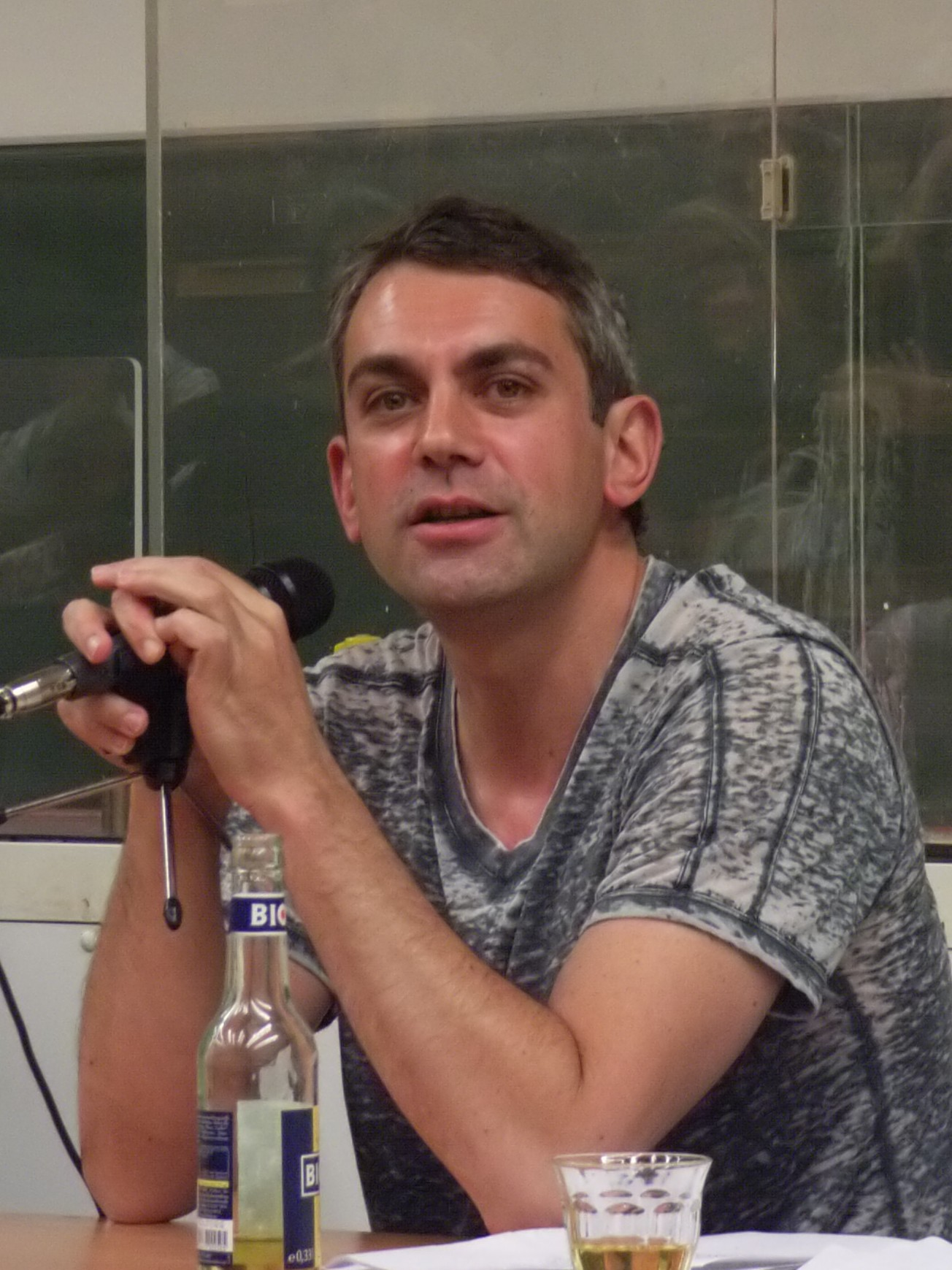
Der Autor und Russendisko-DJ Wladimir Kaminer (2008)

Eine starke Bastion hat der russische Underground bei den über die ganze Welt verstreuten russischen Communities. Zu den bandtypischen Stilmixes kommt hier der besondere Umgang mit der Sprache hinzu. So haben viele Bands ein (mindestens) zweisprachiges Repertoire: zu in Russisch gesungenen Stücken kommen solche in Englisch oder (eher selten) einer anderen Landessprache. Stark präsent ist diese Mischung etwa bei der Band The Ukrainians, die meist als britische Folkpunk-Band wahrgenommen wird. Weitere aus der Migration kommende Band sind Golem! (USA), die auf Criminal Songs und Odessa Beats spezialisierten Formationen VulgarGrad (Melbourne, Australien) und La Minor sowie die beiden Berliner Formationen Rotfront und Apparatschik. In Deutschland wurde die neue russische Underground-Musik vor allem von dem Autor und DJ Wladimir Kaminer und seinem Partner, dem Rotfront-Sänger Yurly Gurzhy popularisiert. Russendisko ist nicht nur das Etikett einer beim Münchener Label Trikont erschienenen Sampler-Reihe, sondern findet auch als Disko-Veranstaltung an wechselnden Orten statt.
Der neue Underground in den 2010er Jahren war auch der Rap, der durch Auftrittsverbote beispielsweise wegen Verherrlichung von Drogen derart schikaniert wurde, dass sich Präsident Putin im Dezember 2018 über die mögliche Kontraproduktivität der behördlichen Eingriffe äußerte, obschon er in der Szene gemäß SRF einen neuen Staatsfeind ausgemacht habe. Drogen seien der Weg zum Verfall der Nation.

### Russisches Chanson

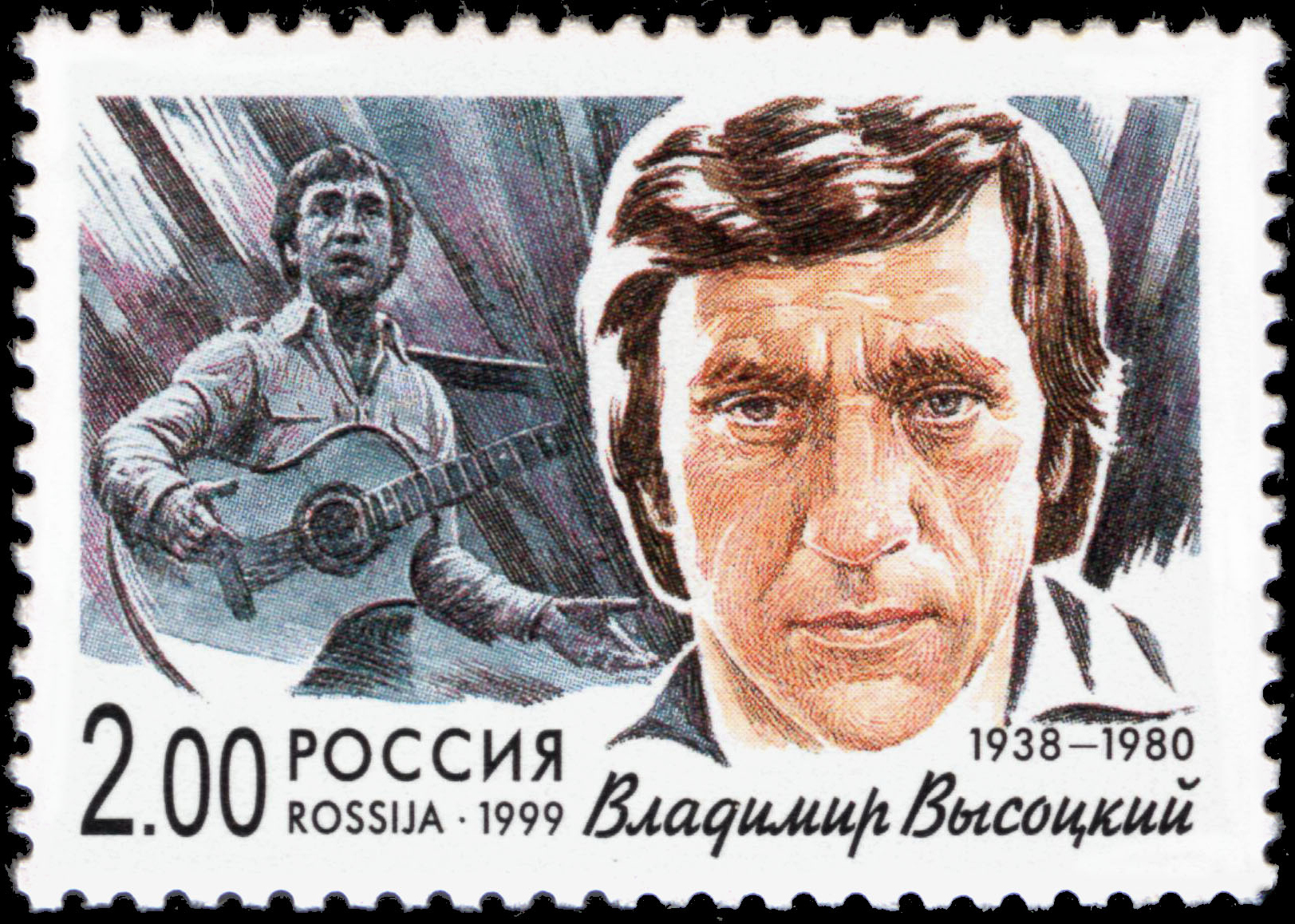
Russische Briefmarke von 1999. Motiv: der Sänger Wladimir Wyssozki

Eine besondere Rolle in der aktuellen russischen Popmusik spielt das russische Chanson – genauer: die von der Schwarzmeerküste stammenden Blatnies und Criminal Songs. Nach dem Fall des Eisernen Vorhangs erlebte diese populäre Liedform erneut eine Renaissance. Zum einen profitierten von diesem Revival einige Künstler aus der Breschnew-Ära – insbesondere die beiden 1970er-Jahre-Ikonen Wladimir Wyssotzki und Arkady Severny. Kultcharakter erlangt haben mittlerweile auch einige Filmproduktionen, die im weiteren Sinn die Randständigen- und Bandenkultur dieser Chansons behandeln – so etwa der sowjetische TV-Fünfteiler Mesto wstretschi ismenitj nelsja aus dem Jahr 1979 (übersetzt etwa: Den Treffpunkt darf man nicht ändern; deutscher Titel anlässlich einer TV-Ausstrahlung im DDR-Fernsehen: Die schwarze Katze). Neben den bereits zu SU-Zeiten Aktiven haben sich in den letzten Jahrzehnten eine Reihe neuerer Chansonsänger etabliert, welche die Tradition der Criminal Songs auf zeitgemäße Weise fortführen. Beispiele: der populäre Entertainer Michail Schufutinski, der eher volkstümlich auftretende Sänger Michail Gulko sowie die Chansonniers Grigori Leps und Griz Drapak.
Von Seiten internationaler Medien erfuhren die Criminal Songs in den letzten Jahren verstärktes Interesse. In Russland selbst gibt es mittlerweile mehrere Radiostationen, welche sich auf dieses Genre spezialisiert haben. In Russland selbst ist die Beliebtheit dieser Richtung gestiegen; andererseits findet sie nicht ungeteilte Zustimmung. Offiziellen Machthabern, Funktionären und Politikern etwa sind die Gangsterchansons des Öfteren ein Dorn im Auge. Mitunter gibt es Repressalien – so etwa in Russlands Nachbarland Ukraine, wo die Beschallung von Taxis mit Blat-Songs offiziell untersagt wurde. Auch in Russland selbst gerät das populäre Genre immer wieder in die Diskussion. Andrei Saweljew, Duma-Abgeordneter der linksnationalistischen Partei Rodina, beispielsweise äußerte sich in einem Statement genervt über die Allgegenwärtigkeit der Gaunerchansons in den Radioprogrammen und beschwerte sich mit den Worten: „Wenn wir zum Mittagessen in die Parlamentskantine runtergehen, werden wir selbst da mit dem Lied über die Räuberprinzessin Murka empfangen.“
In die neue Zeit herüberretten konnte sich auch das Bard-Lied. In Russland selbst ist es mit seinen kritischen, oppositionellen Texten nicht mehr so stark nachgefragt wie zu Zeiten der Sowjetunion. Eine wichtige Rolle spielt es nach wie vor als Kommunikations-Bindeglied der russischen Gemeinden im Ausland – insbesondere in Deutschland, Israel und den USA. Gepflegt wird das Bard-Lied auch auf einigen Festivals, wie zum Beispiel dem Gruschin-Festival bei Samara sowie einer regelmäßig stattfindenden Veranstaltung am See Genezareth in Israel.

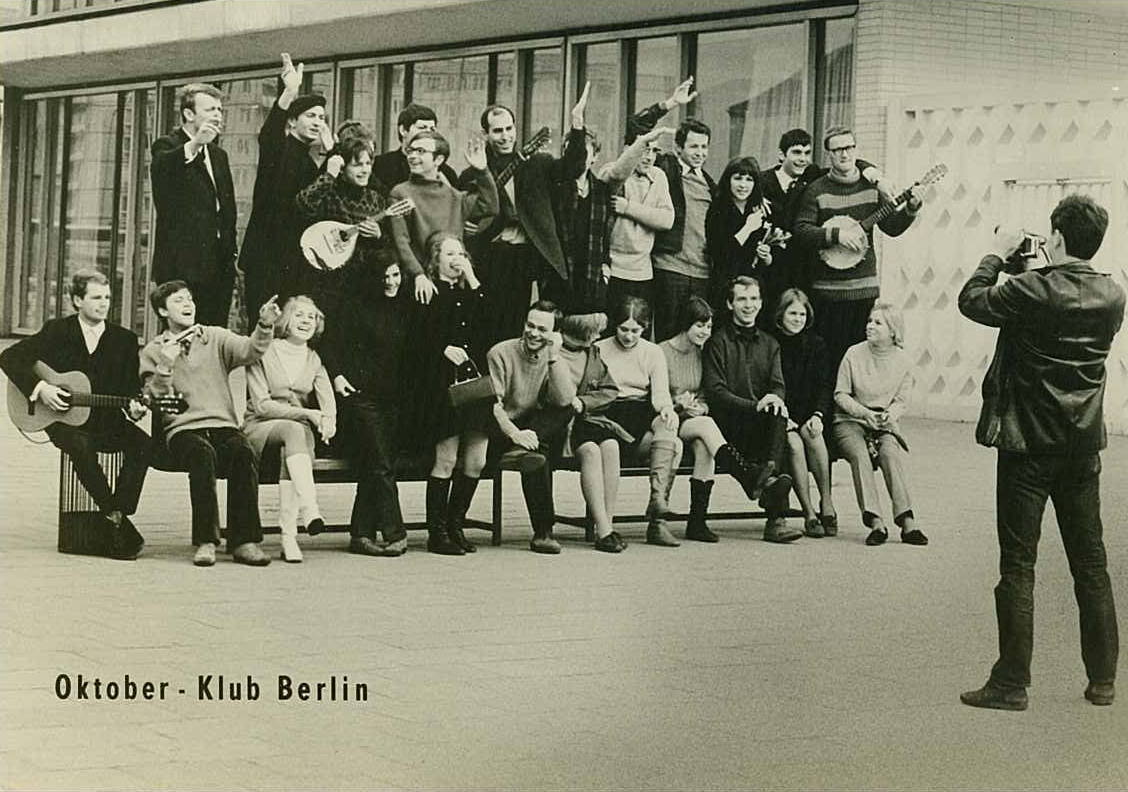
Autogrammkarte der DDR-Singgruppe Oktoberklub (1968)

## Ost–West-Transfer: Lieder und Stars
Trotz des Eisernen Vorhangs war Musik „made in Russland“ auch im Westen stets präsent. Bereits zu Zeiten der Sowjetunion gab es immer wieder Produktionen, einzelne Songs und Künstler, welche die Popularisierung russischen Liedguts beförderten. Frühe Beispiele für diesen Ost–West-Musiktransfer gab es bereits in den 1920er- und 1930er-Jahren – etwa die mit französischem Text versehene Einspielung des Schlagers Bublitschki durch die französische Chanson-Ikone Damia (1930). Im Deutschland der 1960er- und 1970er-Jahre machte vor allem Ivan Rebroff Furore mit gefälligen Darbietungen russischer Traditionals. Russisches Liedgut spielte in den 1960er-Jahren auch die deutsch-russische Schlagersängerin Alexandra ein. Traditionelles Kosaken-Liedgut bot der Donkosakenchor dar – wobei es sich bei dem Chor in Wirklichkeit um einen Sammelbegriff für unterschiedliche Exil-Chorensembles handelte. Auf internationaler Ebene machten vor allem die Auftritte des Alexandrow-Chors der Roten Armee Furore. Trotz vereinzelter Brückenschläge zum Pop-Sektor (unter anderem mit der finnischen Rock-Band Leningrad Cowboys) konzentrierte sich das Repertoire des Ensembles auf traditionelles Liedgut sowie offizielle Lieder – darunter die sowjetische Nationalhymne, Bürgerkriegslieder wie Partizanok und Soldaty sowie eine Reihe populärer Evergreens (Katjuscha, Kalinka). Eine besondere Rezeption erfuhren viele dieser Traditionals in den Ostblockländern, zum Beispiel der DDR.
International bekannt geworden sind darüber hinaus einige Lied-Klassiker. Der 1938 entstandene Weltkriegs-II-Schlager Katjuscha etwa verbreitete sich bereits zu Kriegszeiten rasant. Weltweit wurde Katjuscha in hunderten von Versionen eingespielt – unter anderem von dem US-amerikanischen Jazzmusiker und Entertainer Nat King Cole und der FDJ-Folksinggruppe Oktoberklub. Auch im Repertoire aktueller Punk-Bands ist das Stück zu finden; darüber hinaus gibt es hebräische und chinesische Einspielungen. Eine internationale Schlagerkarriere starteten auch die beiden Stücke Dorogoi dlinnoju und Podmoskownyje wetschera (Moscow Nights). Ersteres entstand in den 1920er-Jahren und ging 1969, nach einer Einspielung von Mary Hopkin unter dem englischen Titel Those Were the Days in unterschiedlichen Versionen um die Welt. Podmoskownyje wetschera, eine typische Estrada-Produktion aus dem Jahr 1955, wurde ebenfalls in den unterschiedlichsten Variationen und Sprachvarianten eingespielt. Weitere (mehr oder weniger) bekannte russische Klassiker, die sich weltweit in unterschiedlichen Versionen finden: die Traditionals Kalinka, Korobeiniki und Poljuschko Pole sowie das Zigeunerlied Otschi Tschornyje (Schwarze Augen).

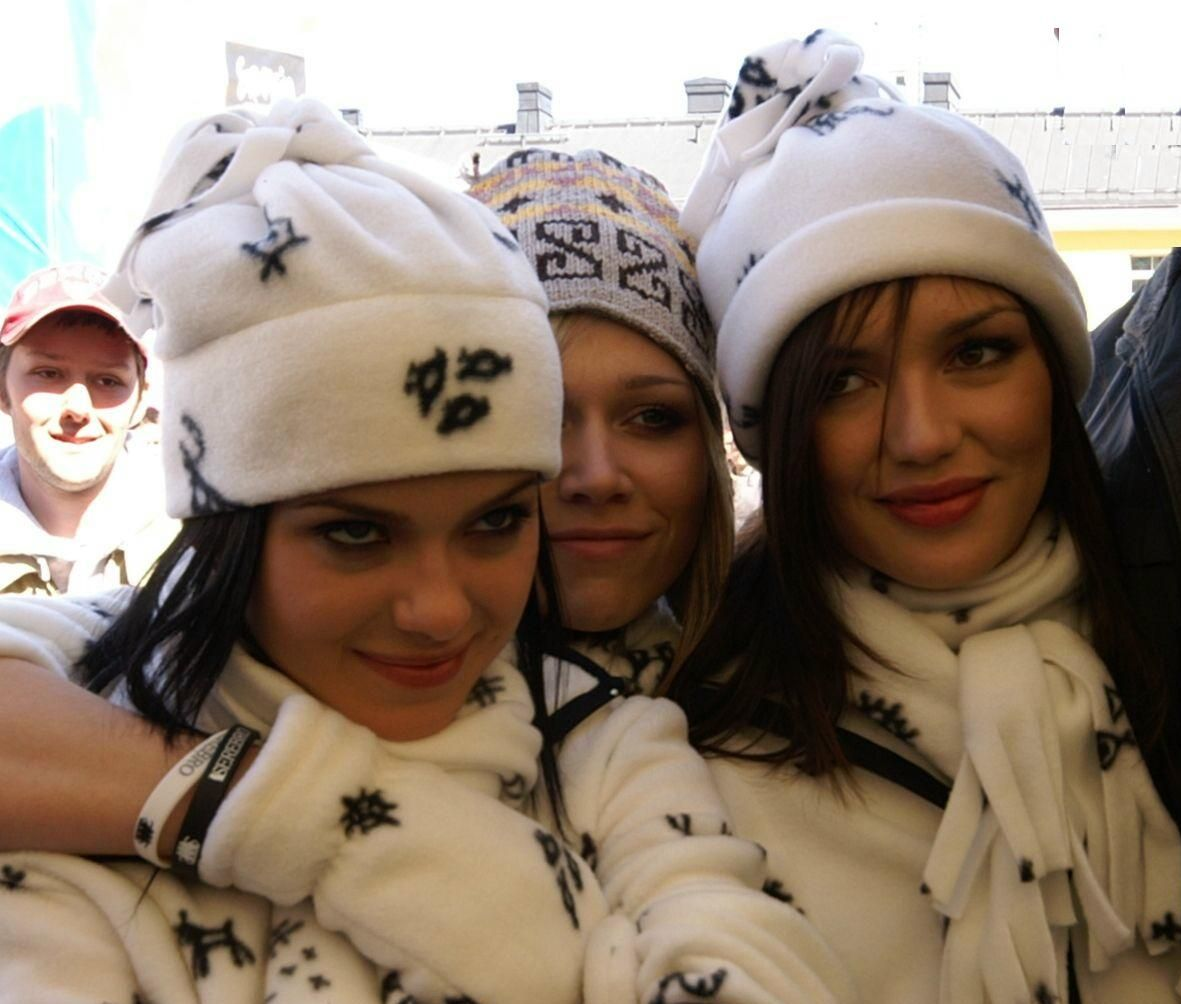
Die russische Girlgroup Serebro (2007)

Darüber hinaus gab es zahlreiche weniger spektakuläre Formen des Austauschs – etwa die Tourneen und Gastauftritte mehr oder weniger bekannter russischer Stars im Westen. Die bekannte Estrada-Sängerin Anna German etwa pflegte ein internationales Repertoire, darunter auch deutsche Schlager, und absolvierte Gastauftritte auf internationalen Festivals – beispielsweise dem im italienischen Sanremo. Ähnliches gilt für die sowjetische Pop-Ikone Alla Pugatschowa, deren Song Harlekino international bekannt wurde und unter anderem in einer deutschen Version erschien. Eine weitere deutsch-russische Co-Produktion war ein Duett mit dem deutschen Rocksänger Udo Lindenberg 1985 in Moskau (Wozu sind Kriege da). Eine wichtige Präsentationsplattform für russischen Pop wurde im neuen Jahrtausend der Eurovision Song Contest. In den Jahren 2000, 2003, 2006, 2007 und 2008 konnte Russland – mit den Interpreten Alsou, t.A.T.u., Dima Bilan und Serebro – jeweils einen der drei vorderen Plätze für sich verbuchen.

### Deutsch
- Ingo Grabowsky: Motor der Verwestlichung. Das sowjetische Estrada-Lied 1950–1975. In: Osteuropa. 4/2012.
- Ingo Grabowsky: Er richtet sich besonders an die janz Scharfen. Der sowjetische Schlager in den 1960er und frühen 1970er Jahren. In: Boris Belge, Martin Deuerlein: Goldenes Zeitalter der Stagnation? Perspektiven auf die sowjetische Ordnung der Breznev-Ära. Mohr Siebeck, Tübingen 2014, ISBN 978-3-16-152996-2.
- Simone Broughton, Kim Burton, Mark Ellington, David Muddyman, Richard Trillo (Hrsg.): Weltmusik. World Music Rough Guide. J. B. Metzler, 2000, ISBN 3-476-01532-7.
- Tom Holert, Mark Terkessidis (Hrsg.): Mainstream der Minderheiten. Pop in der Kontrollgesellschaft. Edition ID-Archiv, Berlin 1997, ISBN 3-89408-059-0.
- Uli Hufen: Das Regime und die Dandys. Russische Gaunerchansons von Lenin bis Putin. Rogner & Bernhard, Berlin 2010, ISBN 978-3-8077-1057-0.
- Uli Hufen: Neues aus Russland: Petersburg neuer Underground. In: Spex. 9/1995.
- Uli Hufen: Viel Geld, wenig Freiraum. Neoliberalismus & Gegenkultur im neuen Moskau. In: Spex. 4/1998.
- Uli Hufen: Schlau sein allein reicht nicht! In: Spex. 9/1998.
- S. Frederic Starr: Red and Hot. Jazz in Rußland 1917–1990. Hannibal, Wien 1990, ISBN 3-85445-062-1.
- Artemy Troitsky: Rock in Russland. Pop und Subkultur in der UdSSR. Hannibal, 1989, ISBN 3-85445-046-X.

### Englisch
- Svetlana Boym: Common Places. Mythologies of Everydaylife. Harvard University Press, 1994, ISBN 0-674-14626-3.
- David McFadyen: Red Stars. Personality and the Soviet Popular Song. McGill-Queens University Press, 2000, ISBN 0-7735-2106-2.
- Hilary Pilkington: Russia’s Youth and its Culture. London 1994, ISBN 0-415-09043-1.
- Sabrina P. Ramet (Hrsg.): Rocking the State. Rock Music and Politics in Eastern Europe and Russia. Westview Press, Boulder 1994, ISBN 0-8133-1762-2.
- Jim Riordan (Hrsg.): Soviet Youth Culture. Indiana University Press, Bloomington 1989, 1995, ISBN 0-253-35423-4.
- Yngvar Bordewich Steinholt: Rock in the Reservation: Songs from the Leningrad Rock Club 1981-1986. The Mass Media Music Scholars’ Press, 2005, ISBN 0-9701684-3-8.
- Richard Stites: Russian Popular Culture. Cambridge University Press, 1991, ISBN 0-521-36986-X.
- David-Emil Wickström: Rocking St. Petersburg: Transcultural Flows and Identity Politics in Post-Soviet Popular Music. ibidem Press, 2014, ISBN 978-3-8382-0100-9.

### Russisch
- N. Bataschev: Sovetskij dschas. Istroicheskij ocherk. Moskau 1972.
- G. A. Skorochodov: Zvezdy sovetskoj estrady. Moskau 1986.
- Mikail Tarevderdiev: Ja prosto zhivu, Moskau 1997.
- L. O. Utesov: Spasibo, serdce. Moskau 1976.